# NCIS 〜ネイビー犯罪捜査班
『NCIS 〜ネイビー犯罪捜査班』（エヌシーアイエス ネイビーはんざいそうさはん、英: NCIS:Naval Criminal Investigative Service）は、アメリカ・CBSで2003年から放送されているテレビドラマ（海外ドラマ）シリーズ。2003年に同じくCBSで放送されていた『犯罪捜査官ネイビーファイル』（英: JAG）のシーズン8第20・21話内で実質的なパイロット版が制作・放送され、スピンオフ作品として翌シーズンから放送を開始した（シーズン1のOPにNAVYのタイトルが表記されている）。2024年にはシーズン22への更新が発表された。
日本での放送

日本ではシーズン1がCS放送のFOXCRIMEで2006年9月15日より、シーズン2以降はFOXチャンネルにて放送されている。
2019年1月24日から7月4日までシーズン16が放送された。
地上波放送ではテレビ東京が2010年2月7日から9月5日まで前述DVDからシーズン1の吹替版を放送した他、『ランチチャンネル』（当初は月 - 木曜枠、2015年4月以降は月 - 金曜枠）では2013年11月18日から12月26日までシーズン2が、2014年8月19日から10月1日までシーズン3が、2015年2月23日から4月2日までシーズン4が、2017年4月27日から5月26日までシーズン5が、2017年7月6日から8月10日までシーズン6が、2019年4月3日（4月2日深夜）から9月27日（9月26日深夜）まで『海外ドラマセレクション』枠にてシーズン7がそれぞれ放送された。
また、BS放送のDlifeでは2012年3月23日からシーズン1の吹替版と字幕版の放送が始まったが、Dlifeの吹替版ではパラマウント版からキャストを一新した新録版として放送されている。また、邦題も一新されている。こちらでは2012年12月31日からシーズン2、2013年12月2日からシーズン3、2014年5月12日からシーズン4、2016年2月4日からシーズン5、2017年1月12日からシーズン6が、2017年7月6日からシーズン7、2018年2月1日からシーズン8、2018年8月16日からシーズン9が、2019年2月7日からシーズン10が、2019年7月25日からシーズン11がそれぞれ放送された。Dlife閉局後はスーパー!ドラマTVが吹替版を引き継ぐ形で2022年2月8日からシーズン12の放送を開始する。現在はFOXチャンネルやスーパー!ドラマTVにおいても吹替版はDlife版が放送されている。
映像ソフト

映像ソフトは2009年から2022年にかけてパラマウント・ピクチャーズ傘下のパラマウント・ジャパンからシーズン1〜12のDVDが発売されている。

## 解説
アメリカ海軍やアメリカ海兵隊の将兵が関わる事件を扱う海軍犯罪捜査局(Naval Criminal Investigative Service,略称NCIS)ワシントンD.C.本部を舞台にした犯罪捜査ドラマである。他の映画やドラマ、また実在の事件などをネタにしたパロディ的な要素も多い。
2008年6月に実施されたCS専門チャンネルを対象にした視聴率調査において、日本のCSチャンネルで放送されている全てのアメリカドラマの中で視聴率No.1を獲得した。
一方で長寿ドラマの宿命として、中盤以降レギュラーの降板が頻発しており、主演のハーモンの他、2023年にマッカラムが死去したことによりオリジナルのレギュラーメンバーが全員降板したほか、シーズンごとにレギュラーが交代する事態になっている。
2024年2月、降板したマイケル・ウェザリーとコート・デ・パブロを主役にしたスピンオフ作品の制作が発表された。

## キャスト

### 主要登場人物
※日本語吹替キャストはパラマウントDVD版シーズン1、2 / Dlife版の順。三人の場合は一番左がパイロット版。シーズン3以降のDVDにはDlife版がそのまま収録されている。
オールデン・パーカー (英: Alden Parker)
演 - ゲイリー・コール、日本語吹替 - 安原義人（NCIS：ハワイ）
元FBIの特別捜査官だったが解雇され、その後NCISの上級捜査官となり、ギブスが抜けたDCのNCISチームの新たなリーダーとなる。
ティモシー・ファラガット・“ティム”・マクギー (英: Timothy Farragut "Tim" McGee)
演 - ショーン・マーレイ、日本語吹替 - 関直人 / 会一太郎
出演 - シーズン1第7話～
NCIS特別捜査官、現場対応チーム下級捜査官→シーズン14より上級捜査官 (英: senior field agent) 。左利き。
ギブスの部下。頭脳明晰で、ジョンズ・ホプキンス大学で生物工学の学士号を、マサチューセッツ工科大学で修士号を取得している秀才。ハッキングや暗号解読など、コンピュータを使った解析・情報収集能力に秀でた新人捜査官。ノーフォーク地区担当の常駐捜査官だったが、シーズン2から現場対応チームに配属される。ヴァンス局長のモグラ狩りの際には、局内のサイバー犯罪ユニットに転属されている。またシーズン9では、NCIS沖縄支局サイバー担当部長への昇進を打診されるが、これを断ってギブスのチームに留まっている。現場捜査においては鋭い勘を働かせることがしばしばあり、的確な状況判断を示すこともある。インドア系と見られがちだが、子供の頃にはボーイスカウトの経験があり、実はアウトドア活動のスキルや見識にも通じている（s6e19）。また現場での捜査活動を好んでいることもトニーの口から語られていた（s6e2）。
新人（チーム最年少）であることや、オタクであることをネタにトニーから馬鹿にされることもしばしばで、「プロビー」（「新入り」の意）または「エルフロード」、「マクギーク」、「マクグー」などと呼ばれている。だがトニーにイタズラをされた際には、トニーの秘密をジヴァに暴露する、もしくは特技のパソコンを用いてイタズラをやり返すのが定番になっている。
趣味は推理小説の執筆。その後「Timothy McGee」の文字を入れ替えたトム・E・ジェムシティ (英: Thom E. Gemcity) というペンネームで、チームを題材にした『ディープ・シックス』という小説を出版した。これが好評を博したようで、次作となる『Rock Hollow』も出版された。また潜入捜査の一環で一度だけ、トム・E・ジェムシティを名乗った（s4e15）。また、ケイトとトニーに自宅に乗り込まれたときは、充実したネットゲームの環境を持ち、ジャズレコードのコレクションをしていることが描かれている。
登場時は小太りな肥満体で、トニーにネタにされることが度々あったが、シリーズが進むにつれ、徐々にシェイプアップされ、顔つきもややではあるが、精悍になっている。
トニーの愛車シボレー・コルベットZR-1が盗まれた際、自動車に興味を持たないことをトニーにからかわれるが、免許取得後すぐにシボレー・カマロのマニュアル・トランスミッション車を廃車にしたことを告白した。
父親は海軍大将を務める。大学生の妹・サラ（演：トローヤン・ベリサリオ）がいる。また、科学捜査分析官のアビーと交際していた時期があり、親友に戻った現在でも見事なコンビネーションをみせている。なお、米海軍に同姓同名のTimothy McGee退役少将という人物が実在する。
シーズン13第15話にて幼なじみ（親が海軍）で、NCIS北東支局 REACT（地方武力行使チーム）の一員であるヴァレリ・ペイジ（演：クリスティーナ・チャン）特別捜査官が上級戦術訓練のために本部へ来た際に、フルネームでマクギーのことを呼んだことからミドルネームが判明する。アビーはこの場にいなかったが、既にマクギーのミドルネームが「ファラガット」であることは知っており、トニーは「皆 知ってたのか？」と嘆いていた。また、海軍の基地では「モテモテマン」というあだ名があった。
トニーがNCISを去った後に、上級捜査官となり、トニーが使用していたデスクを使用している。ギブスいわく「上級捜査官の宿命」として、おかしな発言をするとトニー同様にヘッドスラップを受けている。
シーズン14第4話にて、恋人デライラへのプロポーズの具体的な計画が明らかになるがそれは半年後に行うことだった。しかし、捜査した事件を受けて早くプロポーズをすることにし、プロポーズをする。デライラはプロポーズに応じた。
シーズン14第23話にてデライラが妊娠し、シーズン15第8話にて、男女の双子だと判明する。
シーズン15第9話にて、デライラが破水したと連絡を受けて病院へ。数時間後にデライラは無事に男女の双子を出産する。デライラの提案で、息子をマクギーの亡き父親の名前から取り、ジョン・“ジョニー”・マクギー(John "Johnny" McGee)と名付ける。（当初は『スター・ウォーズシリーズ』のキャラクターから名付けようとしていた）娘は6つの候補にマクギーが病院（ER）で出会った警備員で元警察官のモーガン・ケイド（演：ダン・ラウリア）のモーガンを候補に入れる。息子の名前であるジョンとの響きが良いと、デライラが気に入ったことからモーガン・マクギー(Morgan McGee)と名付ける。
スピンオフ作品である『NCIS:ニューオーリンズ』には2017年のクロスオーバーの回に出演している。

ニコラス・“ニック”・トーレス (英: Nicholas "Nick" Torres)
演 - ウィルマー・バルデラマ、日本語吹替 - 遊佐浩二
出演 - シーズン14第1話～
NCIS特別捜査官。一流の潜入捜査官であり、NCISに入局してから潜入捜査の任務にのみ就いていた。8年前にクインから訓練を受けている。
アルゼンチンでの極秘任務中に行方不明（帰還する半年前）になり、死亡したとされていた（これはニックの狙い）。そのアルゼンチンでの極秘任務中に身元がバレてしまい、そのことを海兵隊少佐でJAG検察官の姉・ルシア（演：ピラール・ホランド）に警告することと任務で帰還するも、警告は間に合わず、姉とその夫で海軍中佐の義兄・ジョージ・キャンベル（演：ショウ・ジョーンズ）、姪・アマンダ（演：シアラ・ブラヴォ）が乗った車が爆破され、義兄が亡くなる。
一匹狼でカリスマ性を持ち合わせているが、訓練したクインによるとやや不安定である。また本能の赴くままに行動するタイプである。
シーズン14 第2話にて、マクギーが今まで使用していたデスクを使うことがわかった。デスクには19歳の頃の自分の写真を置いている。
初めての取り調べの際にギブスの会話を遮った（通常ギブスは話を遮られたり、取り調べに邪魔が入ることを嫌うがトーレスの実力を見るために、そのまま様子を見ていた）。ちなみにマクギーはギブスの会話を遮るのに4年かかったとのこと。
シーズン14 第4話にて「俺の能力のムダ遣いだ」と嘆く。それを聞いたビショップが能力が何かを聞いたところ『ドアを蹴破り、窓を割る』、『タンゴ』という回答だった。
シーズン14 第18話にて、ギブスに捜査を依頼した海軍大尉で進行性の卵巣ガンを患っているローラ・エリソン（演：キャサリン・カニンガム）に「俺はミニマリストで余計な物は置かない主義だがデスクの写真立ては別だ。5歳の頃から一緒で双子みたいだったソフィアからの贈り物で、高校生のあるとき将来ソフィアが俺の妻になるんだと確信した。だが、ソフィアは高校最後の年にガンを宣告され、闘病生活の末に亡くなった」と語る。
スピンオフ作品である『NCIS:ニューオーリンズ』には2017年のクロスオーバーの回に出演している。

ケイシー・ハインズ（Kasie Hines）
演 - ディオナ・リーズノーバー、日本語吹替 - 佐藤ゆうこ
出演 - シーズン15 第17話〜
NCIS科学捜査分析官。
ダッキーがシーズン15で客員教授として講義を行うニューヨークのジョン・ジェイ・カレッジの法医学部大学院生として登場。ダッキーが過去の事件についての本を執筆するのを手伝うためにアシスタントとして雇われている。しかし、17話「One Man's Trash」で過去の未解決事件が再浮上すると、ダッキーは捜査を支援するためにケイシーを連れてNCISに戻って来る。ケイシーはチームメンバーに対して友好的だが、アビーに対してだけは距離を置き、アビーを不安にさせる。アビーは、ケイシーが彼女を怖がり嫌っているのではと考えるが、その後、ケイシーがダッキーに未解決事件を使って本の創作意欲を刺激していることを目にし、更にケイシーが法医学の中でも専攻が科学捜査で学位を持っていることをダッキーから聞き、アビーはケイシーと向き合う。ケイシーのアビーに対する態度は、畏敬の念から来たものであることがわかり、ケイシーはアビーにハグされ、「ビートルズとハグなんて興奮しちゃう」と喜ぶ。アビーの辞任に伴い、後任の科学捜査分析官として採用され、シーズン16からレギュラーメンバーとなった。

ジミー・パーマー (英: Jimmy Palmer)
演 - ブライアン・ディーツェン、日本語吹替 - 津久井教生 / 玉木雅士
出演 - シーズン1第21話～
NCIS検死官助手→検視官主任
負傷したジェラルドの後任としてダッキーのアシスタントになる。細身で丸眼鏡をかけた優男。母親を「ママ」と呼び過保護な環境で育ったことを思わせる一方で、初仕事から惨殺死体や検死解剖に面しても飄々としたまま、動揺や嘔吐をしない変わり者で、良くも悪くもダッキーを驚かせた。その華奢な外見とは裏腹に、裸身を見たギブスが驚きを隠せなかったほどの、鍛え上げられた見事な肉体を持っている。
ダッキーを心の底から尊敬しており、よく見習っている。他人が忌避したがるダッキーの蘊蓄をいつも興味深げに聞き、時折、自分の方からも蘊蓄を振ることがある。助手になりたての頃には彼の話を一言一句聞き逃さないためにテープレコーダーで録音していた。検死中に余計な一言を言って、ギブスに睨まれて閉口するシーンが定番になっている。シーズン7第11話では（リス相手だが）初めて単独で解剖をした。ダッキーの心理学の学位取得にあたっては、卒業試験の勉強を親身になって手伝っていた。ダッキーは彼を有能で仕事が早いと評価している。学生時代には獣医の助手をしていた時期があった。
方向音痴らしく、事件現場出動時によく道に迷っている。また、閉所恐怖症、軽度の糖尿病でインスリンを使用、靴フェチなど、トニーから「検視室のグレムリン」とあだ名される等、細々としたエピソードが多い。プライベートでは、一時期リー捜査官と関係を持っていたことがある。その後、エンバーマー（葬儀社の遺体の修復などを行う技術者）のブリーナ・スレーターと付き合っており、シーズン10にて結婚した。のちに妻のブリーナはCOVID-19により死亡（s18e7）。
シーズン5第17話では、事件現場で銃撃されて危うい目に遭うエピソードもあった。
初登場時より一貫してゲスト扱いだったが、シーズン10でレギュラーに昇格し、正真正銘の苦節十年となった。シーズン12第13話にて、妻ブリーナとの間に第一子となる女児が誕生する。ブリーナは無痛分娩の予定だったが麻酔が効かず、ブリーナがジミーの手を強く握り締めすぎたため、出産に立ち会っていたジミーは指を骨折した。女児の名前を尊敬するダッキーの亡き母ヴィクトリアに因んで、ヴィクトリア・エリザベス・パーマー (英: Victoria Elizabeth Palmer) と命名した。
シーズン14第13話にて検死官の試験を受け、3回目で合格していたことが明らかになる。試験の合格後に今の検死官助手でいたい、ダッキーをはじめとする皆との関係性を保ちたいと思い試験に合格していたことを隠していた。
その後はダッキーに検視の作業は全て任され検視官として活躍する。
スピンオフ作品である『NCIS:ニューオーリンズ』ではクロスオーバーの回に出演している。

レオン・ヴァンス (英: Leon Vance)
演 - ロッキー・キャロル、日本語吹替 - 佐久田脩→森田順平 / 中村秀利（NCIS：LAなど一部の外部作品）
出演 - シーズン5第14話～
NCIS副局長（ - シーズン5第19話）、NCIS局長（シーズン5第19話～）。
アフリカ系アメリカ人。前局長ジェニーの死亡により副局長から局長に昇進した。初期のころはよく爪楊枝をくわえており、S13の22話でモローが暗殺された時フォーネルとロンドンへ行く際にも爪楊枝をくわえていた。元々はボクサーを目指していた。海軍大学校在学中にNISのスカウトを受け、最初の任務でアムステルダムに派遣されたが、そこでイーライと知り合い友人となった。また、ギブスとはサンディエゴ支局時代の同僚で、ふたりとは作中登場以前からの知り合いである。
良くも悪くも冷徹な人物で、仕事のためには平然と厳しい命令を出す。それでいて真意を明かさないため、当初は長い間、ギブスを除く部下から不信感を抱かれていた。仕事は家に持ち帰らない主義で、自分の家族に対しては大きな愛情を抱いている。ことに妻のジャッキーには頭が上がらないようで、愛妻家でもある。
局長に就任後、手始めにギブスの部下達（トニー、マクギー、ジヴァ）を異動させチームを解散、新たなメンバーも勝手に招集してしまうが、その真意はNCIS内の内通者を探り出すモグラ狩りを行うためであった。内通者探しが一段落した後はイーライに直接連絡してジヴァを呼び戻すなど、再び元のメンバーを招集してギブスのチームを再結成させた。
ヴァンスの経歴には長く秘密があった。彼がNISにスカウトされたこと自体がNISのマカリスターのトライデント計画によるもので、実はマカリスターの企みで、ヴァンスは最初の任務で謀殺される手はずだったが、イーライに命を救われた。計画が失敗したマカリスターの逆恨みにより彼の経歴には嘘が記載されるようになり、それは長らく彼の弱みになっていた。CIAのコルトはその嘘の経歴が書かれたヴァンスの資料をギブスに渡し、貸しを作ろうとしたこともある。
まだ学生だった彼がノートに走り書きした構想が、海兵隊員を訓練強化して暗殺を主とする非合法な工作活動に用いる「フランケンシュタイン作戦」のきっかけになった。上司であるダベンポート海軍長官、CIA担当のコルトらの主導によって同作戦は実施され、それは結果的に連続殺人犯ポートキラー誕生のきっかけになっている（s8）。
シーズン10で自宅が襲撃された際、最愛の妻が流れ弾に当たり死亡。セラピーを受けながら立ち直ろうとしている。家族が亡くなる辛さを体験しているせいか、ギブスの父ジャクソンが亡くなった際には、帰郷後に事件を知りスティルウォーターから戻ってきた彼に対して休職命令を出し、半ば強引に再帰郷させようとしている。ギブスとはこうした数々のエピソードを経て理解と信頼を築きあげ、友人と言える関係になっている。
スピンオフである『NCIS:LA 〜極秘潜入捜査班』や『NCIS:ニューオーリンズ』にも度々登場している。

ジェシカ・ナイト(英: Jessica Knight)
演 - カトリーナ・ロー、日本語吹替 - 渡辺明乃
出演 - シーズン18第15話～
NCIS REACTチーム特別捜査官→NCIS特別捜査官
REACTチームが爆破に巻き込まれ一人生き残り、その後ギブスのチームの捜査を手伝う。
ビショップがチームを抜けたため、シーズン19から正式にチームの一員となる。

ジヴァ・ダヴィード (英: Ziva David)
演 - コート・デ・パブロ、日本語吹替 - 大津愛理
出演 - シーズン3第1話～シーズン11第2話。シーズン16第24話～
イスラエル人。イスラエル諜報特務庁（モサド）からNCISに出向している連絡将校。後にアメリカ市民権を獲得。正規のNCIS局員。
ギブスの部下で、もともとはモサド局長のイーライ・ダヴィードを父に持つ暗殺、尋問、スパイ活動のスペシャリストで、特に暗殺は「証拠も残さず殺害ができる」と自他ともに認めるほどの実力である。ギブスの部下（犯罪捜査官）としてはマクギーよりも「プロビー」だが、本人はそう呼ばれることは好まない。
当初は、ケイト殺しの犯人だと疑われていた異母兄・アリをNCISから守るためにモサドから派遣された連絡担当官だったが、アリがケイトを射殺した事実が裏付けられると、ギブスの命を狙っていたアリを自らの手で射殺した。その後、父親に不信感を抱き、モサドを離れるためNCISとの連絡将校に志願して出向。旧知でかつてその命を救ったことがあるシェパード局長の元、ギブスのチームの一員として活躍する。その後、ヴァンス局長のモグラ狩りの影響で連絡将校の制度が廃止になると、帰国してモサドでの任務を再開させるが、その後、ヴァンスと父親の話し合いでNCISに復帰する。しかし幼馴染で恋人のマイケル・リフキンがトニーに殺害されたことからNCISを離れて再び帰国した（s6e25）。本国ではリフキンの後を継いでモサドに復帰するが、作戦中にソマリアで拉致され３ヶ月間行方不明となりモサドにも見捨てられていたところをトニー、ギブスらによって発見、救出される。それを機に自らの意思で父親・モサドとの関係を絶ち、ギブスにも許されて正式にNCIS捜査官として配属され、後に合衆国の市民権を得た（s7e1-4,e24）。さらに後、見習い期間を終えたNCISの正規のIDを受領している（s9e1）。
追跡や隠密行動に長け、観察眼や記憶力に優れている。拳銃、狙撃銃を問わず銃の腕も極めて高く、格闘戦やナイフの扱いも得意とし、戦闘力ではギブスのチーム随一といえる。また他者からの追跡や周辺の危険、異変を察知する嗅覚もチームで最も鋭く、トニーは度々彼女を猟犬に例えている。語学にも堪能で、ヘブライ語、英語、スペイン語、アラビア語、トルコ語、フランス語を操り、ドイツ語、イタリア語、ロシア語も日常会話程度なら話すことが出来る。トニーに何ヶ国語話せるのかと聞かれて「愛の言葉を含めれば10ヶ国語」と答えている。一方でイスラエル仕込みの車の運転は荒く、交通違反は日常茶飯事で、トニーやマクギーは彼女が運転する車にはまず乗りたがらない。父イーライによれば、彼女の運転は母親譲りである。ナイフを常に携帯し（ギブスルールでもある）、左の足首には予備の銃を装備している。
ギブスのチームではこれらモサド仕込みのスキルを活かし、主に現場でオールマイティに優れた活躍を見せる。ただし犯罪捜査官としての推理力や洞察力、状況判断、対人交渉等のスキルは、NCIS入局後に事件捜査を通じて実践的に習得しているため、トニーやマクギーと比べれば経験的に劣る部分がある。例えば、モサドでは拷問による尋問に慣れていたので、当初は捜査官の（拷問に頼らない）尋問は不得手としていた。
性格は気が強く自信家、自立した美女で、誠実で使命感、責任感が強い。忠誠心も人一倍厚いが、モサドの任務ではそれが報われず、裏切られて傷つくことが度々あり、モサドを率いる冷徹な父親との関係は冷えきっている。父親がNCISの捜査に介入しようとすると、露骨に不機嫌な態度を取ることがある。その一方でギブスを強く信頼し、第二の父親だとも言っている。肉親は父イーライと異母兄のアリ・ハスワリの他に姉がいるらしい。またタリという妹がいたが、タリは16歳の時にハマスの自爆テロにより亡くなっている。
その一方で男性関係は非常に荒く、複数の男性と関係を持つ描写がみられた。本人によると、初体験は軍事輸送車の中だったそうである。その一方で、警護を担当した男性とのプラトニックな関係が描かれるエピソードが制作された（S4E16）。
トニーが傍にいるときはあまり目立たないが、実はかなりおしゃべり好きでギブスと二人で車で移動中、目的地に着くまでしゃべり続けてギブスに「うるさい」と叱責されたことがある。トニーのくだらない冗談に「ハッ」と小バカにした感じで鼻で笑ったり、豪快に「ハッハッハッ」と笑うのが特徴。睡眠中のいびきがひどく、潜入捜査中に隣で寝ていたトニーを閉口させている。
アメリカで暮らし始めた当初、バスで通勤していたが初日に乗り間違えて遅刻している。また日常生活では近所付き合いを大切にするなど意外に細かな面を見せる。
自身のボドナー殺害がきっかけでギブスが司法妨害で拘束された際、チームとともに抗議の意味を込めて辞職し、イスラエルに帰国。トニーとマクギーが復帰する中、彼女は自分の人生を見直すとともに「"ギブスのために辞める"」ことを貫くため、連れ帰りに来たトニーに対し改めてNCISへの復帰を固辞した。
トニーとは頻繁に軽口や口喧嘩を交わしつつも互いに意識し合う微妙な関係だったが、NCISを辞職してイスラエルに帰国した際、別れ際に互いの気持ちを確認した。その後、トニーとの間に子供を授かり、彼には黙って密かに出産。その女児を亡くなった妹からタリと命名し、シングルマザーとして育てていた。タリにはトニーと任務でフランスへ行った際の2人が一緒に写っている唯一の写真を使って、父親がトニーであることをヘブライ語で教えていた。
シーズン13第24話にて、亡き父親イーライがテルアビブ郊外の村に所有していた農場に滞在していたところを元CIAのトレント・コルトが雇った何でも屋のカジ・ファスーンに寝込みを迫撃砲で襲われ死亡したと思われていたが、シーズン16第13話にて実は生存している可能性が高いことが示唆される。同第24話で再登場し、カジ・ファスーンの襲撃を免れ、身を隠して生存していたことが確認される。24話にはギブスの前に再度現れ、ハキームの残党に命が狙われていることを告げ助ける。
ソマリアで捕まって闇の中に暮らすことになり、そしてマスクを外され救出に来たトニーの顔が現れたときに、彼無しでは生きられないと悟ったと日記に記している。(s16e13)
シーズン17からフォーネルと同様、シーズンに数話登場している。16話では無事トニー、タリと再会し、幸せに暮らしているとディノッゾ･シニアがパーマーに手紙で報告している。

### 過去の主要レギュラー
リロイ・ジェスロ・ギブス (英: Leroy Jethro Gibbs)
演 - マーク・ハーモン、日本語吹替 - 田中正彦 / 田中秀幸 / 井上和彦
出演 - パイロット、シーズン1第1話 - シーズン19第4話
NCIS特別捜査官、上級捜査官 (英: senior field agent)。現場対応チーム主任。
本作品の主人公。元海兵隊一等軍曹の凄腕捜査官。海兵隊時代に狙撃手として砂漠の嵐作戦にも参加した経歴があり、現場でも稀に狙撃手を担当することがある。寡黙で、卓越したリーダーシップと人の嘘を見抜く直感、捜査における独自のルール（「ギブス・ルール」と称される）でチームを牽引し、事件を解決に導く。「謝罪は弱さの表れだ」と考えており、基本的には相手の謝罪を受け付けることはなく、また彼自身も謝ることは滅多にない。その性格から部下には恐れられているが非常に部下思いで、容疑者にメンバーの安全を脅かされた時には怒りを露わにする。部下がふざけている時によく後頭部をはたくが、それは部下への愛情表現の裏返しでもある。捜査官としては一流だが、ハッシュタグなどのネット用語を理解できない、携帯電話を「使いにくい」という理由だけで壊す、コンピュータも1人だけ旧式の物を使っている、など最新のデジタル機器には滅法弱い。パソコンが不調になるとバンバン叩き、更に傍らに立てかけてある金属バットで叩くので、その度マクギーが止めに入る。ウィルスの発生源だったサーバーを止める時も銃でサーバーを撃ち抜いて止めたりしている。理解力はあるようでマクギーとアビーが噛砕して説明すると一定の理解はしている模様。だが、かつて潜入捜査でIT技術者に扮したことがあり、当時の技術について猛勉強したらしく、上辺ではあるが多少の知識はある。このことを知った部下たちは皆一様に信じられないという顔であった。
斥候・狙撃部隊にいたためか人の背後に忍び寄るのが得意で、部下が無駄話やギブスの噂話をしているといつの間にか背後に居る、というシーンがしばしば劇中に登場する。また、いわゆる地獄耳であり、離れた距離にいるにも関わらず部下の話の内容に言及することもある（これに関してトニーは声が天窓に反射してギブスがいつも立っている場所に届いているのだろうと推理している）。
無類のカフェイン好きであり、仕事にブラックコーヒーは欠かさない。報道陣によって朝のコーヒーを台無しにされた時は激怒して取材を拒否し、遠方での捜査で泊まりがけになると自前のコーヒーミルを持ち込んでいる。健康診断のためにコーヒー断ちをした際は、普段以上に怒りっぽくなり、その上元妻が二人揃って押しかけてくるなどで、イライラが極限に達し、目の前の他人のコーヒーを奪って飲んでしまった。同じくカフェイン好きのアビーには、アビーの好きな『カフ-パウ(Caf-Pow!)』をよく差し入れしている。
輸送船への自爆テロが起こることを上層部に警告するが受け入れられず、結果的にテロが起きてしまったことで、一度はNCISを辞職し、元上司のフランクスのいるメキシコに隠居する（s3e23-24）。ところが、部下のジヴァが濡れ衣を着せられ窮地に陥っていることを知り、ワシントンD.C.に戻り捜査に協力する。その後、かつて彼が捜査した強盗殺人事件の犯人が無実を訴え脱獄。事件解決後、正式にNCIS捜査官として復帰した。
独身だが、過去に4度の結婚を経験し、うち3度は離婚している。その他に婚約までいったが、解消した女性が1人いる。(s16e20)赤毛の女性が好みで、結婚した相手は全員赤毛だった。なお、母親アンも赤毛である。2番目の妻ダイアンは、離婚後にフォーネルと再婚し１児をもうけた。ダイアンは気の強い恐妻で、元夫の財布の中身を把握しており、フォーネルは彼女を「尋問の達人」と評している。さしものギブスも（フォーネルも）彼女には登場する度に主導権を握られ、ペースを狂わされている。３番目の妻レベッカは弁護士との浮気をギブスに目撃されて離婚。4番目の妻ステファニーとはモスクワで1年間暮らしていたが離婚。別の男性と交際していたがフィラデルフィアに帰郷した（s5e3）。唯一離婚しなかったのは1982年に結婚した最初の妻シャノンで、シャノンはカリフォルニアで麻薬カルテルによる連邦捜査官の殺害を目撃、証言したため、ギブスが湾岸戦争（1991年1月17日-2月28日）に出兵中に一人娘のケリー（1984年生。享年8）と共にカルテルの構成員により殺害された。この事件がきっかけとなり、捜査責任者であるマイク・フランクスにスカウトされ、1991年8月からNIS（NCISの前身。92年にNCISに改組改名）に勤務、92年に入局した。当初、ギブスは親しい人を除いて公にはシャノンとケリーのことを隠しており、そのためダイアンとの結婚が初婚と思われていた。今もシャノンとケリーのことを深く思っている様子は、作中でたびたび描かれている。ダイアンは、自分はギブスを愛していたが、ギブスが愛しているのはシャノンとケリーだけと語り、自分が彼と別れた本当の理由がそうだったことをほのめかしていた（s9e7）。
メンバーで唯一の一軒家住まい。寝室は夫婦のものとして、離婚後は専ら暖炉のある居間のソファで寝ていた。このソファはお気に入りだったようだがかなり古くスプリングが飛び出して流石に熟睡できなくなり買い替えている。朝食はパンケーキが嫌いなため、シリアルで済ませている。夕食は暖炉で肉を焼いているが来客者からは「生焼けだ」と不評の様である。割と来客が多く、フォーネルが一時居候していたこともある（エミリーが家に呼び戻す秘策としてシロアリを家にばら撒いたため駆除で自宅が使えなくなったギブスが毛布と枕を抱えてファーネルの家に避難する羽目になった）。また、真冬に街が停電になった時は暖房が使えなくなった部下たちが暖炉のぬくもりを求めて押しかけてきたこともある。
趣味は木工。自宅の地下室にて電動工具を全く使わないボート造りをしており、ボートには亡くなった娘ケリーの名を刻んでいる。また、作業場にはシャノンとケリーの生前の声が録音されたメッセージテープもあった。すでに数隻完成させて海に浮かべてもいるようだが、どのように地下室から搬出しているのかは不明で、ギブスもノーコメントを貫いている。完成したボートのうちの一隻は、マイクの孫娘アミラに贈られており、これは事件現場として解体された（s7e6）。ちなみにギブスはアミラの名付け親であり、マイクの一家（義娘、孫娘）とは家族のような関係である。
手話が扱えるため、同じく手話を扱えるアビーと秘密の会話を行うことがある。ロシア語も堪能で、容疑者がロシア人の場合にはロシア語を交えながら尋問し、またLA支局のカレンとロシア語でやり取りしている場面がある。
部下は並大抵の能力では務まらず抜き出た才能が無いと相手にされない、気に入らない相手には躊躇無く解任し早い場合は数時間で追い出す事もある。ジヴァがいなくなった時は1週間で3人、トニーの時は1週間で10人も解任していた。評価の対象もダッキーいわく低い程見込まれているとの事で研修査定ではトニーが58、ケイトは60、マクギーは62、ジヴァは言わなかった為不明。後に女性だけにはその方式を改めビショップには82を付けたが他と同じ扱いにして欲しいと懇願されてしまった。
親友は数えるほどしかいないが人脈はかなり豊富でワシントンDCの市警やFBIなどの他捜査機関や海軍上層部や法務部、政治家やホワイトハウスの中枢部にも顔が利き不条理だと思う事には法を変える様直接意見したりもするがCIAとはコルトの件もあり疎遠気味。
ペンシルベニア州のスティルウォーター出身。自分の過去に関してほとんど語らないが、ダッキーは「10年前のギブスはトニーそっくりだった」と語っている（s3e3）。父曰く、子供の頃からガレージワークが好きで、1976年に入隊のため離郷。シャノンも同郷で、離郷の日に駅で初めて彼女と会話を交わした。シャノンは自分の生き方にいくつかのルールを課しており、ギブス・ルールはそんな彼女の影響によるものらしい。
スピンオフ作品である『NCIS: ニューオーリンズ』には2016年、2017年のクロスオーバーの回以外にも出演している。
なお、いくつかの回想エピソードに登場する若い頃のギブスは、マーク・ハーモンの実子ショーン・ハーモンが演じている。
演じるマーク・ハーモンの高齢化とその意向に従って、徐々に出演を減らして行く方針であり、シーズン18終盤には犬を虐待死させていたと見られる容疑者を殴り瀕死の重傷を負わせ、停職処分となる。それでもあるジャーナリストの連続殺人容疑の調査などをしていたが、最終16話で自身が作ったモーターボートを湖上で運転中にエンジンが爆発。死亡したように湖上に浮いていた彼の身体が泳ぎだすところでエピソード(シーズン)は終わる。
シーズン19第4話にてアラスカに移住し、NCISに戻らないことを告げた。

アンソニー・“トニー”・ディノッゾ (英: Anthony D. "Tony" DiNozzo Jr.)
演 - マイケル・ウェザリー、日本語吹替 - 桐本琢也 / 居谷四郎 / 森宮隆
出演 - パイロット、シーズン1第1話～シーズン13第24話（最終回）、シーズン21第2話（ゲスト出演）
NCIS特別捜査官、現場対応チーム上級捜査官。
ギブスの部下。皆からはトニーと呼ばれている。NCISに入る前はフィラデルフィア市警とボルティモア市警の殺人課にいた。ボルティモアの刑事時代に、ある事件の捜査でギブスと顔を合わせ、その事件で相棒の汚職が判明したことからギブスのスカウトに応じてNCISに入局した。
ジョークを言ったりいたずらをしたりするのが好きな陽気なイタリア系青年で、チームのメンバー（ギブスを除く）には毎日のようにちょっかいを出すなど、おちゃらけたお調子者である。そのやんちゃな素行から同僚のケイト、マクギーからはしばしばガキと評されており、ギブスにはよく後頭部を叩かれているが実はそのことを喜んでいる。
仕事への評価は高く、前任のバーリー捜査官曰くギブスにも早くから見込まれており、作中で一流の捜査官へと成長した。ギブスがNCISを引退していた間、ギブスの真似事ではあるがリーダーシップを発揮してチームを牽引した。スペイン・ロタ支局のチーム主任への昇進の話もあったが、これは断っている（s4e3）。ジェニー局長のもとでグルヌイユへの潜入捜査の任務を与えられたが、グルヌイユの娘ジャンヌに接近して本気の恋愛に落ちてしまい、互いに傷つく手酷い別れ方を経験した。その後、一時的に局内のモグラ狩りを指揮するヴァンス局長の命令で空母ロナルド・レーガン駐在の捜査官に転属させられていた。
職務では命の危機に晒されることも少なくない。NCISに届いた宛名なしのキスマーク付きの封筒を自分宛てと思い込んで開封し、生物兵器で肺ペストに感染し生死の境をさまよったことある。この体験はその後も注射恐怖症などで後を引いているが、肺の病痕の有無が彼の死体の真偽の鍵になったこともある。また、モサドのリフキンとは死闘を演じ、ジヴァの救出作戦ではテロリスト組織に拉致されたこともある。自分の愛車が爆破されたこともあった。
厳しいギブスを好み、深く信頼している。初めてギブスに「上級捜査官」と呼ばれたときには、頭を叩かれたことよりそのことを喜んでいた。同僚への思いも大きく、いたずらや軽口で彼なりの親愛を表現している。
映画や車が大好きで、特に映画についての造詣が深く、捜査の度に似たシチュエーションの映画の話をしたがるため、同僚に若干鬱陶しがられている。80年代のテレビドラマ「私立探偵マグナム」の大ファンである。車好きではあるが、車運がないのか最初のコルベットは盗まれたあげく窃盗犯が警察によるカーチェース中の事故で大破、次のマスタングは爆破され、3台目は激突されやはり大破の運命を遂げる。結果、保険会社から契約解除されマクギーとジヴァからは「カー・キラー」とからかわれた。
ハイテクはあまり得意ではなく当初はブラインドタッチを覚えられないことをケイトに責められ、返信メールを全局員に一斉送信することをジヴァに注意され「ハイテクのスキルはギブス並」と揶揄されることもあった。しかしマクギーの真似事ではあるがハッキングに成功したことがある。
女性に目がなく、美女を見掛けるとナンパをせずにはいられない。日頃は美男子ぶりを鼻にかけ、モテ自慢を披露することも多く、作中でも多くの女性と関係を持っているが、一方で女性との真剣な交際はあまり得意では無い様子。また自信家であり、自分の肩書きを「“超”特別捜査官」と呼んでいる。
実家は資産家だが8歳のときに母親を失い、11歳のときに寄宿学校入り、12歳のときに勘当されている
勝ち組を気取っているが、自身の過去に関しては誇張している点も多い。寄宿学校時代の少年期の風貌（度の強い眼鏡とブレザーといった地味なもの）は現在とはかけ離れていたため、マクギーにネタにされている。また、高校時代にはいじめられていたが自分自身を守るために記憶を捻じ曲げ信じ込み、いつしか「いじめていた」と吹聴していた。
家では金魚を2匹飼っており、過去の同僚であるケイト、ジヴァと名付けている。元々、子供と動物は苦手な様子であったが、ジヴァが去った後の寂しさを埋めるため、猫を飼おうとするが1日で逃げられてしまった。トニーの住む部屋が彼には分不相応に豪華なことを、不審に思ったマクギー、エリーに問い詰められ、前の住人がこの部屋で3人を殺していた為、事故物件として格安であったことを白状した。その後はシニアが管理しており後年、この部屋にマクギーとデライラが住みだしてから更にもう一人が殺害されて、寝室の床下に隠されていたことが判明しておりその犯人（ポート・トリフ）から変な好意まで持たれてしまっている。
同僚のジヴァとは頻繁に軽口や口喧嘩を交わしつつも、互いに意識し合う微妙な関係を続けていた。シーズン11第1話～第2話にて彼女をNCISに連れ帰るためにイスラエルを訪れるが、現地に残る決意を固めたジヴァと互いの思いを確かめ合い、別れ際にキスを交わした。
シーズン13第24話で、何者かの迫撃砲による襲撃でジヴァが亡くなった知らせを受けて動揺する。だが、テレビが報じていた襲撃の唯一の生存者が、ジヴァが密かに出産していた自分の娘・タリであることを知る。コルトへの復讐を果たし一連の事件が解決した後、シングルファーザーとして娘・タリを育てていく決意を固め、NCISを辞職した。ジヴァが亡くなったイスラエルに行って、それから彼女が愛した街フランスのパリに行くことを語った。また、シーズン14第7話にてシニアが「ジュニアはパリに住むことを決めた」と語っている。シーズン17ではNCIS退職後もジヴァの生存を信じてカイロまで追いかけ、それ以降は必要最低限だが連絡を取り合っていたことがジヴァから語られる。その後ジヴァと再会し、シニアとタリの4人で暮らしている内容の手紙がシニアからパーマーに送られギブスやマクギーに報告している。
なお、ジヴァはシーズン16にて生存していることが明かされたが、これに先んじて、演じているマイケル・ウェザリーはジヴァが生きているかというファンからの質問に、「生きていると思っている。もし生きていたらディノッゾとしてまた出たい。」とTwitterで話している。
シーズン21では逝去したダッキーを弔うため、およそ8年ぶりに登場した。
『犯罪捜査官ネイビーファイル』（パイロット版出演）、本作品、『NCIS:LA 〜極秘潜入捜査班』（ゲスト出演）『NCIS:ニューオーリンズ』の4作品とも出演しているキャラクターである。『NCIS:ニューオーリンズ』はクロスオーバーの回以外に出演した。

ケイトリン・“ケイト”・トッド (英: Caitlin Todd)
演 - サッシャ・アレクサンダー、日本語吹替 - 佐古真弓 / 斎藤恵理
出演 - シーズン1第1話～シーズン3第2話
NCIS特別捜査官
元はシークレットサービスに所属し、大統領の警護官の1人として任務に就いていたが、テロリストの仕込んだ毒により死亡した海兵隊の将校との交際が発覚してしまい辞職。その後、ギブスに誘われNCISへ。プロファイリングと似顔絵を得意としており、捜査に役立てていた。アビーに影響されてお尻にタトゥーを入れている。
兄が３人と姉がおり、そのような家庭環境から男勝りの格闘力と負けん気を持っている。敬虔なカトリックで育ちがよいが、言動の端々にプライベートでは奔放であることがうかがえ、短期間で交際している男性が変わる。大学時代にハメを外していた写真をトニーに見つかり、弱みを握られていたこともある。トニーとは恋人未満で姉弟のように親しい関係で、トニーが肺ペストで死にかけたときは感染を偽ってまで側に付き添った（s2e22）。
シーズン2最終話において、国内に潜入したハマスのテロリストとの銃撃戦からギブスを守った直後、遠距離からアリに眉間を狙撃され即死、殉職した。彼女の死後、大統領自由勲章を授与される。
ケイトの姉レイチェル・クランストンはシーズン8第14話以降、NCIS捜査官に精神鑑定を行うカウンセラーとして数回登場する。ギブスらがケイトの死を引きずっていることは同エピソードなど作中で度々触れられており、200回記念回（s9e14）では、ケイトの生死が大きな分岐であったことが、ギブスの想像上の別世界として描かれている。

ジェニー・シェパード (英: Jenny Shepard)
演 - ローレン・ホリー、日本語吹替 - 野沢由香里
出演 - シーズン3第1話～シーズン5第18話
NCIS局長（シーズン3第1話～シーズン5第18話）
武装政府機関初の女性局長。過去にはギブスの下で学んだ経験があり、共にヨーロッパ潜入捜査員だった時代に肉体関係を持っていた。NCISで再会してから死別するまで、ギブスへは特別な感情を抱き続けていた。ジヴァとは海外の任務で旧知であり、彼女に命を救われた経験からジヴァを買っている。
立場上現場には出ないが、ギブス曰く「現場向き」で、局長の仕事をしながらもギブス担当の事件の情報を短時間で調べ上げたことがある。
シーズン5第18話にて、自分とギブスが9年前に携わった、ロシア人諜報員アナトリー・ズコフの暗殺任務が元で、命を狙われていることに気づく（後述のライリー・マカリスターの項参照）。ギブスの元上司のマイク・フランクスに協力をあおぎ、ギブスらには内緒にしたまま自分で決着を付けようと暗殺者と対峙。４名を相手にしながらも全て射殺したが彼女も命を落とした。殉職した形となったが実はすでに重い病いを患っていたため、余命幾許もなかった。密かに彼女から血液検査を頼まれそのことを知っていたダッキーは、検死台の上に横たわる彼女を見て「この方が楽だったかもしれない」と語っている。

アレクサンドラ・“アレックス”・クイン (英: Alexandra "Alex" Quinn)
演 - ジェニファー・エスポジート、日本語吹替 - 五十嵐麗
出演 - シーズン14第1話～第24話
NCIS特別捜査官。
現場から退いて訓練センターの指導官を務めマクギー、ビショップ、トーレスを訓練した。教え子はきちんと覚えているが、ビショップのことは覚えていないふりをしていた。それは、ビショップが少し堅くリラックスさせるためである（面白がっていた部分もある）。鋭い知性と頭の回転の速さを持ち合わせるやり手の捜査官である。
シーズン14第2話にて席が決まる。そこはギブスの昔のデスクだった。プライベートでは料理教室に通っている。
シーズン14第4話にて、海上勤務をしていた際のあだ名が「小悪魔(Heart Breaker)」だったことが明らかになる。第5話では、フィラデルフィアで起きた出来事がトラウマになっていたこと、婚約者がいたことが判明する。
母親が認知症になり、その介護のためNCISを辞職。

クレイトン・ダンテ・“クレイ”・リーヴス (英: Clayton Dante "Clay" Reeves)
演 - デュアン・ヘンリー、日本語吹替 - 北田理道
出演 - シーズン13第23話、第24話、シーズン14第5話～15第22話
SIS(MI6)のエージェント。NCIS本部の国際デスクに配属される。海軍の特攻任務のような『ウィロビー作戦』に、なんらかの理由により志願している。クインによると、この作戦は延期され訓練センターで人材を募ってたが、誰も志願しなかった。
トーレスとは同じ肉体派ということで競い合うこともある。
アルコール依存症になり、教会で開かれている自立者の会に参加している。
シーズン14 第11話にて、緊急連絡先に自分の名前を書いていたことが明らかになる。
シーズン14 第15話にて、ダッキーと会話をしている際にリーヴスの訛りからダッキーは「バーミンガムの出身？」と訊ねると「悪いか」と答えていることからバーミンガムの出身であることがわかる。また、オードリー・ヘプバーンが好きだと言っている。
シーズン15第21話にて、アビーが抽選で当たった店でアビーと食事をし、一緒に歩いて帰ってる際に男から銃を向けられ金銭を要求される。
シーズン15第22話にて、第21話の男が銃を発砲したことによりアビーとともに撃たれ、致命傷を負い亡くなる。 一命をとりとめたアビーの手配で、ロンドンにある実母の墓の隣に埋葬されることがアビーによって明らかにされている。 また、生前（第21話にて）慈善団体を設立するつもりであることを語っており、アビーが意志を継いで慈善団体を設立する決意をしている。

アビゲイル・“アビー”・シュート (英: Abigail "Abby" Sciuto)
演 - ポーリー・ペレット、日本語吹替 - 杉本ゆう / 葛城七穂 / 愛河里花子
出演 - パイロット、シーズン1第1話～シーズン15第22話（第23話および第24話はクレジットのみ）
NCIS科学捜査分析官。
ツインテールの黒髪、ゴシック系の服装を好み、自宅には棺がありその中で眠り、刺青を9か所に入れている。助手も持たず、様々な分野の科学捜査を1人でこなすマルチな才能溢れる人物。その実力は数々の研究機関からの分析依頼や引き抜きの話もあるほど。職場にカバのぬいぐるみのバートをはじめ、色んな物を飾っている。ギブスと同じくカフェイン好きであり、『カフ-パウ(Caf-Pow!)』というカフェイン入りの炭酸飲料を常飲している。一時期カフェイン断ちしようとしたが、あえなく挫折した。コンピュータを使った分析はマクギー並の腕前で、劇中では二人そろって高度なオペレーションをこなすことも多い。仕事中は好みの音楽をかけっぱなしにしてテンションをあげている。現場には滅多に出ないものの護身術の心得と度胸があり、単独で犯人を縛り上げたこともある（シーズン3第9話）。
仲間への思いは強く、ケイトやジェニーを失ったときは激しく動揺し落ち込んでいた。その一方で同僚による裏切りへの怒りは強く、スパイ行為を犯したリーには冷淡に接し、ジヴァがリフキンの一件でトニーを信じなかったことは厳しく罵った。
ハグが大好きで嬉しいことなどがあるとしょっちゅう仲間に抱き着いている。両親が聾唖者だったため読唇術と手話が使える。
ルカ・シュート（演：タイラー・リッター）とカイル・デイヴィス（演：ダニエル・ルイス・リヴァス）という名前の弟が2人いる。
実は、アビーはシュート家の養子であり、血の繋がったカイルとは幼い頃に生き別れており、シーズン9第4話にて、その事実が発覚する。発覚後トリマーをしているカイルに会いに行った際に姉とは名乗らなかったが、シーズン10第2話で再会したときに姉であることを打ち明ける。カイルもデイヴィス家の養子の模様。
カイルもアビー同様ハグしたがるところがある。アビーいわく「血筋」とのこと。
シーズン13第12話にて、ギブスに対して、「家族の身に何かあればフォースの乱れを感じることができる家族」と話しており、ギブスはアビーに対して「知っている」と言う。
ルカはシェフとして成功している。性格はアビーいわく気弱で、ひたすら能天気。だから女性関係でトラブル続きとのこと。また、ルカもシュート家の養子であることがルカの口からシーズン13第12話にて語られている。
「疑わしきは罰せず」がシュート家の教えとのこと。
シーズン15第21話にて、抽選で当たった店でリーヴスと食事をしリーヴスと歩いて帰ってる際に、男から銃を向けられ金銭を要求される。
シーズン15第22話にて、第21話の男が銃を発砲したことによりリーヴスとともに撃たれ病院へ搬送される。手術を受けるが予断を許さない状態に陥る。その後、一命をとりとめ目覚めてリーヴスが亡くなったことを知る。退院し、自宅にて独自に犯人を突き止める。 自身に生物兵器を作る手伝いをさせ自身に追い詰められ、ギブスらに逮捕された元海兵隊のロバート・キング最上級曹長 (Sergeant Major, SgtMaj) （演：ピーター・ジェイソン）（s6e21）が刑務所を脱獄し、今回の事件の犯人であることが判明するとアビーは再びロバート・キングと対決、キングはギブスらに再び逮捕された。 事件解決後、リーヴスの葬儀をロンドンで執り行うと、リーヴスの遺志を継いで慈善団体を設立するためにロンドンに旅立つことを決意し、NCISを辞職した。
『犯罪捜査官ネイビーファイル』（パイロット版出演）、本作品、『NCIS:LA 〜極秘潜入捜査班』（ゲスト出演）『NCIS:ニューオーリンズ』の4作品とも出演しているキャラクターであった。『NCIS:ニューオーリンズ』はクロスオーバーの回以外にも出演した。

ジャクリーン・“ジャック”・スローン (英: Jacqueline "Jack" Sloane)
演 - マリア・ベロ、日本語吹替 -  内海祐紀
出演 - シーズン15 第4話〜シーズン18 第8話
NCIS上級捜査官で犯罪心理学者。
西海岸（カリフォルニア州）から本部がある東海岸へ移って来た。
NCISの捜査官ということを隠して、ハリケーンの夜にギブスの自宅にノックをし続けドアチャイムも鳴らして訪ねてきた。ギブスは自己紹介の際に財布に入れている免許証の見せ方で捜査官だと見抜いていた。
ギブスに「誰かを理解するには、その人のホームに乗り込む」と言っている。
以前は陸軍の心理戦部隊にいた。（シーズン15 第6話）
普段はNCIS内の個人オフィスにいる。
陸軍にいた時に任務先のアフガニスタンでテロリストのマサウーンに長期間に渡って仲間と共に拷問され、仲間を亡くした過去を持つ。シーズン16第1話にて、因縁の相手であるマサウーンとの決着がついた。
シーズン16第10話にて、事件の捜査の過程で過去に子供を出産し、養子に出したことがあるようなニュアンスで話しており、自身のオフィスでパソコンを開いて子供の成長した様子を見ていた。同シーズン第13話にて、過去に女児を出産し、その子を心から愛していたからこそ手放したと語っている。シーズン16第19話で、看護師をしている娘(フェイス・トリヴァー)と対面したが、娘もジャックの存在を知っていた。妊娠がレイプによるものであり、娘を安全に育てるために、養子に出したことを娘に伝えた。(s17e19)
アフガニスタンにてタリバンから村民を守ることを手伝うためアフガニスタンに残り、チームを離れた（s18e7）。

エレノア・レイ・“エリー”・ビショップ (英: Eleanor Raye "Ellie" Bishop)
演 - エミリー・ウィッカーシャム、日本語吹替 - 恒松あゆみ
出演 - シーズン11第9話～シーズン18第16話
オクラホマ州出身で、NSA（アメリカ国家安全保障局）より出向してきた分析官。ギブスとの合同捜査の際、ギブスにスカウトされてそのままチームに加わる。集中して仕事に取り組む場合はデスクに座らず、床に座ってパソコンやファイルが散乱した状態で仕事をするのが特徴。彼女がリーディングして捜査するときは、床の上でミーティングを開いていた。(s15e1,2)上記の行動から一見がさつに見えるが、作戦立案能力と行動力はNSA同僚の認めるところである。
チームに加わった当初はNSAとの兼任だったが、現在は専属のNCIS捜査官である。
トニーの下ネタ、猥談などに、動ずることなく、逆に既婚者である自分の方がセックスについて経験豊富で詳しいと挑発することもある。「会話のテンポが早い」とトニーに指摘されたこともあった。
見かけによらず大食いの食いしん坊で、聞き込み先で菓子などを勧められた際には遠慮なく手を伸ばすので、トニーらに度々止められている。
シーズン13第9話で、NSAの弁護士で夫のジェイク・マロイ（演：ジェイミー・バンバー）から不倫を打ち明けられ、故郷であるオクラホマの実家へ車で帰る。母親のバーバラ（演：リンゼイ・ワグナー）と3人いる兄の1人ジョージ（演：ライアン・ドゥーム）が登場している。10話のラストで捜査の関係でオクラホマに来ていたギブスとともにDCへ飛行機で戻る。11話では結婚指輪を外しており、ジェイクには関係の修復は不可能と言い離婚の意志を明らかにし、離婚する。
シーズン14 第1話にて、2年前にクインに訓練してもらっていることを語っている。
シーズン14 第8話で、感謝祭を理由に3人の兄、ジョージ、ジョン（演：ジェシー・ブラッドフォード）、ロバート（演：ジェシー・ジョンソン（英語版））が家に押し掛けてくる。ロバートが妹がデート用の香水をつけていることに気づく。相手が誰なのかエリーに聞くと「NCISが身元調査をしている」と言い、同僚であることが判明したため誰が妹の恋人なのかを知るために妹に内緒で、ギブスからNCIS見学の許可を貰いNCISに訪ねてくると恋人探しを始める。エリーは事件の捜査を終えて帰宅すると兄たちに「会わせたい人がいる」と言い彼氏でNCISに勤務しているカシーム・ナシル（演：ラフィ・シルバー）を紹介した。カシームは、シーズン12 第21話に初登場。
シーズン14 第11話にて、恋人のカシームは緊急連絡先にビショップの名前を書いていることを明らかにした。ビショップが提案していた図書館で捜査に関する資料を見直していたカシームのところへビショップが訪れ、話をしていた際に図書館の外から銃撃されカシームは被弾する。手術にて出血は止まったものの長い時間、酸欠状態であったため脳の機能が停止し、亡くなる。
シーズン14 第15話にてミドルネームが判明する。
シーズン14 第16話にて亡き恋人カシームが生きていたときに、彼からプロポーズをされるもビショップ自身の覚悟が決まらず婚約を保留にし、覚悟が決まったときに婚約することをカシームと約束する。そして覚悟が決まったことを伝えようとした日が、図書館の外から銃撃された日だったことが明らかになる。
スピンオフ作品である『NCIS:ニューオーリンズ』には2016年のクロスオーバーの回に出演している。
同僚のニック・トーレスとはただならぬ関係に少しずつ進んでいったようで、お互いの異性関係に神経質になったり、一緒にジョギングしたりしていた。
シーズン18　最終16話にて、古巣NSA在籍時に情報を漏洩させたスパイ容疑を掛けられ、停職ののち容疑を認めて辞職する。しかしそれは全く別の組織でエージェントとして働くための隠れ蓑であり、ジヴァの潜伏をサポートしたオデットが彼女をリクルートした。仲間の誰にも言わず去ろうとするが、ニックには見破られており、オデットとの待ち合わせ場所(ジヴァの隠れ家)に現れた彼に「一言何か言ってくれ」と詰問され、「さよなら、ニック」と告げて、感傷的なキスを交わして去る。

ドナルド・“ダッキー”・マラード (英: Dr.Donald "Ducky" Mallard)
演 - デヴィッド・マッカラム、アダム・キャンベル（若い頃）、日本語吹替 - 田原アルノ / 小島敏彦 / 納谷六朗（シーズン1 - 4）→千田光男（シーズン5 - 15）→魚建（シーズン16 - ）
出演 - パイロット、シーズン1第1話～
NCIS検死官主任→NCIS専属の歴史家。
スコットランド出身のNCIS検死官。NCISには少なくとも17年間勤続している。愛称の「ダッキー」はドナルド・ダックと「伏せろ」（Duck）のダブルミーニングから（加えて姓のマラードには「マガモ」の意味がある）。ギブスからは「ダック」と呼ばれることもある。ギブスを「ジェスロ」と呼ぶ10年来の友人で、踏み込んだ助言や箴言の出来る数少ない人物でもある。
博識で豊富な雑学を蓄えており、仕事中や会話では話題に関した薀蓄を熱く語りはじめるため、チームのメンバーに煙たがれたり、会話を一方的に打ち切られることも多い。温厚で愛想が良く、ケイトが殺害された際に派遣されてきたジヴァをチームが敬遠する中、彼だけは彼女と積極的に関わっていた。
検視官としては極めて優秀で経験豊富。検死解剖という仕事の非人間性を紛らわせるために、解剖する遺体を人間として扱い、話しかけるようにしている。また、高齢になってもなお勉学に励んでおり、シーズン4にて心理学の学位を取得し、そのスキルを活かした被害者・犯罪者のプロファイリングでも捜査に貢献している。
30年前はイギリス軍の医療部隊におり、アフガニスタンに派遣された際、尋問（拷問）で半殺しにされた難民のジャビードを救っては、また拷問で半殺しにされる姿を見かねてモルヒネで安楽死させた経験があり、深い心の傷になっている。当時の同僚で拷問嗜好者のマルチン・ジェレク（元CIA）から、実は尋問は目的ではなく目障りな人道主義者のダッキーを苦しめることが目的だったことが語られたため、被害者の妹モスーマから赦され、戦争犯罪での告発を免れた（s6e13）。
愛車は自らレストアしたモーガンで、当然ながらマニュアル車（s3e02）。趣味はオペラ観賞。長く独身を貫いており、当初は自宅で年老いて認知症になった母ヴィクトリアと2人で暮らしていたが、母が死去（s7e17）してからは自宅を売却してアパートで一人暮らしをしている。
シーズン9最終回で、パーマーの結婚式に向かう途中でNCIS本部が爆破されたことを知り、ショックで心臓発作を起こすが一命を取り留め、療養後に復帰した。
演じているデヴィッド・マッカラムは、『0011ナポレオン・ソロ』の主人公イリヤ・クリヤキン役などで知られた名優であり、このことは作中でも度々ネタにされている。例えばシーズン2では「若い頃のダッキーはどんな人物だったか」というケイトの問いに対して、ギブスが「イリヤ・クリヤキン」と楽屋オチ的に答えている。
シーズン13第11話にて、父ジョセフは離婚後に再婚しダッキーに20歳下の異母弟ニコラスが生まれていたことをチームに明らかにする。母親に強引に連れ去られたニコラスは死んだものと思われていたが、チームによって存命が確認され、およそ40年ぶりに再会を果たす。
パーマーが検視官の試験に合格した後は自分の役目を終えたと感じパーマーに任せ隠居しようとしていたが、ギブスやヴァンスに慰留される。NCIS歴史をまとめる仕事を任されオフィスも用意され歴史家として残る事になった。
その後は死体の検視はパーマーが忙しい時に手伝いをする程度になる。自らの体験を本にまとめ医学生専門に販売したところ大ヒットし、各地に講演やサイン会などに飛び回っている。
85歳を超えたころからマッカラムは年齢を理由に降板を希望しているが、制作側が一貫して慰留していると報じられている。なお、吹き替えを担当していた納谷および千田はいずれも担当中に死去した。
スピンオフ作品である『NCIS:ニューオーリンズ』ではクロスオーバーの回以外にも出演している。
2023年9月25日、演じていたデヴィッド・マッカラムが死去した。これによりシーズン1第1話から参加していたすべてのオリジナルキャラクターがシリーズを去った。マッカラムの意思でシリーズを去ることはついに叶わなかった。

### 海軍犯罪捜査局（NCIS）関係
トーマス・モロー (英: Thomas Morrow)
演 - アラン・デイル、日本語吹替 - 浦山迅 / 石川英郎 / 有本欽隆（シーズン1 - 3）→秋元羊介（シーズン10 - ）
出演 - パイロット、シーズン1第1話～シーズン3第1話、シーズン10第20話 -第24話、シーズン13第21話
NCIS局長→国土安全保障省副局長
パイロット版からのドラマ当初の局長。政治的手腕にも長けておりFBIの折衝なども自ら行っていた。
ジェニーに職を譲り、国土安全保障省副局長に就任、シーズン10終盤で国土安全保障省の副局長として再登場する。
シーズン13第21話にて、「ジュニパー作戦」が関係した事件において、自宅の書斎で射殺されている姿をギブス達に発見される。
ヴィヴィアン・ブラックアダー (英: Vivian Blackadder)
演 - ロビン・ライヴリー、日本語吹替 - 湯屋敦子
出演 - パイロット
NCIS特別捜査官。
元FBI捜査官。米艦コール襲撃事件で兄を亡くし、その捜査の機会を得ようとNCIS捜査官に転職。死体に対する耐性がなく、死体に関する話になると気分を悪くする。
捜査活動で度々兄の事件にとらわれた言動があり、ギブスに叱責されていた。
ジェラルド・ジャクソン (英: Gerald Jackson)
演 - パンチョ・デミングス、日本語吹替 - / 三宅貴洋
出演 - シーズン1第1話～シーズン1第16話、シーズン3第2話
NCIS検視官助手。
ダッキーのアシスタント。アフリカ系アメリカ人。アリに左肩を撃たれ、負傷により休職。休職中にアリに拉致された経験がある。マニュアル車の運転ができない。
率直な性格で、ダッキーの蘊蓄には耳栓で対抗していた。
スタンリー・“スタン”・バーリー (英: Stanley "Stan" Burley)
演 - ジョエル・グレッチ、日本語吹替 - / 小形満
出演 - シーズン1第6話、シーズン9第22話、シーズン10第19話、シーズン13第8話
NCIS特別捜査官。
トニーの前任の捜査官で、登場当初は空母エンタープライズ勤務。エンタープライズで起こった事件の応援を、ギブスのチームに要請した。今でこそギブスからは「気が利く」という評価を受けているが、共に働いていた最初の2年間は目を見て話してもらえなかった、自分の名前を正確に覚えてもらうまでに4週間かかった、などという扱いを受けていた。ギブスに認められていないと落胆するトニーにそのことを明かし、「見込まれている」と激励する。シーズン9では空母ブルワーがテロ攻撃の対象となっていることをチームに報告し、トニーとジヴァを交えて捜査するが、潜んでいたテロリストの攻撃によって負傷してしまう。ギブス曰く、捜査官になる前は上院議員の補佐官をしていたらしい。
シーズン10でのトニーとの会話で婚約者がいることを明らかにしている。
シーズン13では、アフリカ北東部のジブチ共和国の基地からMTACに連絡を入れている。
ポーラ・キャシディ (英: Paula Cassidy)
演 - ジェシカ・スティーン、日本語吹替 - 中友子 / MAI
出演 - シーズン1第8話、第16話、第23話、シーズン2第3話、第8話、シーズン3第3話、シーズン4第19話
NCIS特別捜査官。
トニーと交際していたこともある女性捜査官。ケイト殉職後、ギブスのチームに一時在籍。
昇進し自分のチームを持つが、捜査中に部下2人を失う。事件を引き継いだギブスの捜査に加わるも、追悼儀式の警護任務中に現れた自爆犯に飛びかかり、自らを犠牲にして皆を守った。
クリストファー・“クリス”・パッチ (英: Christopher Pacci)
演 - ティム・ケレハー
出演 - シーズン1第16話、第18話、第19話、シーズン2第22話（回想）、シーズン8第22話、シーズン9第14話
NCIS特別捜査官。
シーズン1にて、ケイトの真後ろのデスクで勤務していた男性捜査官。独自に捜査していた未解決事件についてギブスに相談しようとしたが、ギブスが多忙だったため「明日にします」と伝えた翌朝、頸部を撃たれた上に腹部を切り裂かれ、内臓が飛び出した惨殺死体となって発見された。
撃たれてから絶命するまでのわずかな間に、自身の検死解剖で発見されることを予想して証拠のメモリーチップを飲み込んでおり、パッチの目論見どおりこれをダッキーが発見したことから事件の真相が明らかになった。
ギブスの口からはっきりと「友人」と呼ばれている、数少ない人物である。なおシーズン1第19話で殉職した後も回想シーン等で何度か登場している。
キャシー・イエーツ (英: Cassie Yates)
演 - タマラ・テイラー、日本語吹替 - 仲村かおり
出演 - シーズン2第22話、シーズン3第22話
NCIS特別捜査官。
ノーフォーク駐在の麻薬取締班。ノーフォーク時代のマクギーとは駐車場が隣で面識があった。
新人時代にはパッチについており、ギブス、アビー、ダッキーとは旧知の仲。
チャールズ・“チップ”・スターリング (英: Charles "Chip" Sterling)
演 - マイケル・ベリサリオ、日本語吹替 - 荻沢俊彦
出演 - シーズン3第6話 -第9話
NCIS科学捜査分析官。
多忙なアビーのアシスタントとして採用される。しかし刑事時代のトニーによって以前の職場を解雇された過去があり、その復讐目的でNCISへもぐりこんだことが判明。
トニーを殺人犯に仕立て上げて逮捕直前という状況まで追い詰め、最終的にアビーに襲い掛かるが逆に捕まってしまう。
ミシェル・リー (英: Michelle Lee)
演 - ライザ・ラピラ、日本語吹替 - 的場加恵
出演 - シーズン4第1話、第2話、第5話、第8話、第10話、第15話、第16話、第24話、シーズン6第1話、第7話～第9話
NCIS特別捜査官。
ギブスの引退中にトニーのチームで働いていた、アジア系アメリカ人の女性捜査官。ギブスの復帰後は元々所属していた法務部に戻った。
軍事計画の奪取を目的とした犯罪者に妹のアマンダを人質に取られ、NCIS内の内通者として活動していた。一時期、パーマーと付き合っていたが、これも内通者としての活動に彼を利用していたためであった。結局はヴァンスをはじめとするNCIS側に活動がばれ、ギブス達と共に犯人を追うが、追いつめられた犯人に今度は彼女自身が盾にされてしまう。事態の収拾のため彼女はギブスに自分ごと犯人を撃つように願い、ギブスもそれに応え、犯人と共に死亡した。彼女のバッジはギブスによってアマンダに渡された。
ニッキー・ジャーディン (英: Nikki Jardine)
演 - スーザン・ケレチ・ワトソン、日本語吹替 - 兼田奈緒子
出演 - シーズン5第5話 -第15話
NCIS情報分析官。
中東専門で、アラビア語とクルド語が堪能。
手で触れるところは予め除菌シートで拭いておかなければ気が済まない程極端な潔癖性だが、人目を気にせず大胆なシャツ姿で屋内を歩き回るがさつな面もある。
バグダッドでの海兵隊予備役大尉殺人事件にて、自ら現地行きを志願しトニーと共に捜査を行った。
バグダッドで負傷した海兵隊員の兄がいる。
ブレント・ランガー (英: Brent Langer)
演 - ジョナサン・ラパーリア
出演 - シーズン5第11話、シーズン6第1話
FBI捜査官。後にNCIS特別捜査官。
元々はNCISでギブスの部下だったがFBIに転職していた。その後NCISに復帰し、情報漏洩事件を捜査するヴァンス局長の思惑で再びギブスの部下に戻る。
情報漏洩の犯人がリーであることに気付き、銃を向けようとするが逆に撃たれ死亡。リーによって犯人の濡れ衣を着せられたが、ギブスは直感でランガーの犯行ではないと気づいていて、リーを疑っていた。
ララ・メイシー (英: Lara Macy)
演 - ルイーズ・ロンバード、日本語吹替 - 塩田朋子
出演 - シーズン6第22話、第23話、シーズン7第23話
OSP (英: Office of Special Projects) 管理部長。
ロサンゼルスを拠点に覆面捜査や偵察を専門とする潜入捜査班・OSPの管理部長。
元海兵隊MP中尉で、当時同じ基地の一等軍曹だったギブスが妻子を殺害した麻薬カルテルへの報復殺人を行った際、その容疑で取り調べていたことがある。その経緯もあってギブスとはやや険悪な間柄だったが、ギブスに同情した彼女は秘かに事件の証拠を握りつぶしていた。
その後OSPからNCISのマルセイユ防衛部門に異動。空母勤務の女性軍人の事件を追ってマルセイユからワシントンD.C.に来ていたところ、メキシコの麻薬カルテルに雇われた元特殊部隊員によって殺害され、焼死体として発見された。彼女の死は、アビーがギブスの報復殺人を再調査するきっかけになった。
エリカ・ジェーン・“E.J.”・バレット (英: Erica Jane "E. J." Barrett)
演 - サラ・ジェーン・モリス
出演 - シーズン8第17話～第20話、第22話～シーズン9第1話、第12話
NCIS特別捜査官。
ロタ、グアム、佐世保での水兵連続殺人犯・ポートキラー (英: Port-to-Port Killer) 捜査のため、スペインのロタ支局より本部に異動。部下2人とのチームでこの捜査を担当した。勝ち気な性格であり、D.C.でも事件を起こしていたポートキラーの捜査を巡り、ギブスと幾度となく衝突した。
実はフィリップ・ダベンポート海軍長官の姪であり、ポートキラーも彼女を利用して長官殺害を図ろうとしていた。事件終結後、特別捜査官の職を一旦離れる。
ロタ支局長はs4でかつてトニーがジェニーから提示されたポストだった。そのこともあり、本部に異動して間もなくふたりは惹かれ合い、深い関係になったが、事件終了後、バレットが本部を離れたことで関係は終わった。
ネッド・“ドーニー”・ドーニゲット (英: Ned Dorneget)
演 - マット・ジョーンズ
出演 - シーズン9第10話、第17話、第23話、シーズン10第17話、シーズン12第22話、第23話
NCIS捜査官。
若い見習い男性捜査官で、マクギー、ジヴァに続く新たな「プロビー」。初登場時は殺人容疑をかけられNCISに身柄を拘束されたディノッゾ・シニアの監視役であったが、彼に言われるがまま愚直に世話係をこなし、気に入られた。その後は証拠保管室の記録係をしていたが、ギブス率いる現場対応チームに憧れており、何とかチームの一員になれないかと試行錯誤している。
ズボンのチャックを閉め忘れたままトイレから出てくる、臨時に現場へ出動した際に銃の携帯を忘れる、相手に掲示した身分証明書が上下逆さま、など間抜けな行動が目立つ。
ゲイであるため女スパイが使う色気は通用しないが、自身がドーニゲットのタイプであることを知らされたディノッゾは閉口していた。
シーズン12にて特別捜査官に昇進。本部のサイバー犯罪班に所属していたが、テロ組織“コーリング”の爆弾テロに巻き込まれて殉職。死後に母親はCIA職員のジョアンナ・ティーグ（演：ミミ・ロジャース）であることと祖母に育てられていたことがわかった。父親は警察官で若くして事故で亡くなっている。

### その他準レギュラー出演者
トバイアス・C・フォーネル (英: Tobias C. Fornell)
演 - ジョー・スパーノ、日本語吹替 - 斎藤志郎 / 後藤哲夫（シーズン1 - 10）→島田敏（シーズン11 - ）
出演 - シーズン1第1話～
FBI特別捜査官→私立探偵
FBI内では怒らせると怖い強面で通っている。ギブスとは似た者同士であり、お互い認め合っている関係で、数少ないギブスの親友。事件の管轄や捜査などで度々関わってきて、時には協力したり、時にはNCISを捜査したりする。そういった立場から、NCISに対するFBIの窓口的役割もしている。一時は国土安全保障省に出向していた。
しばしばギブスとはNCISのエレベーターの中を「会議室」として使い、本音をぶつけ合う密談を交わす。そこで事件捜査を巡るFBIとNCISの立場や都合を調整することで、円滑に連携する事も多い。
ギブスの二番目の元妻・ダイアンと結婚し娘のエミリーをもうけたが後に離婚した。離婚の際にはギブスの警告通り、ダイアンには財産を持ち逃げされたらしい（s2e23）。恐妻ダイアンを巡っては元夫同士のギブスと通じるものがあるらしく、コンビのように行動するエピソードが多い。その後、ダイアンは国土安全保障省の男性と再婚し、その結婚式に招待されていたがギブスと一緒に欠席を決め込んでいる（s8e19）。そのダイアンの三番目の夫が事件に巻き込まれたときは、ダイアンによって強引にギブスと共に捜査を依頼され、さらに成り行きでヴァンスに事件捜査の主任者にされてしまい、かなり困惑していた（s9e7）。その後、ダイアンとよりを戻し再婚する予定であったが、その前にダイアンが凶弾に倒れてしまう。
ダイアンの死のショックから中々立ち直れず、ギブスの家に居候していた。
スピンオフ作品である『NCIS:ニューオリンズ』にもゲスト出演している。
過去のNCISとの合同捜査で刑務所送りにしたガブリエル・ヒックスが無罪を勝ち取り、その責任で職を追われ私立探偵となる。その後ヒックスの無罪が無効となり再び刑務所送りになったことでFBIに復帰の話も有ったが、それを蹴って探偵を続けている。
娘のエミリーを薬物中毒で亡くす（s18e9）。
マイク・フランクス (英: Mike Franks)
演 - ミューズ・ワトソン、日本語吹替 - 西村知道
出演 - シーズン3第24話～ シーズン8第24話
NIS（現NCIS）元捜査官。ギブスを捜査官にスカウトした張本人であり、元上司。ギブスをプロビー呼ばわりできる唯一の男で、現在のギブスに大きな影響を与えた。後頭部をはたく癖、ギブスの信条である「謝罪は弱さの表れ」も元を辿ればフランクスに行き着く。優秀な捜査官だったが、それ故に知り得たテロ（1995年のオクラホマシティ連邦政府ビル爆破事件と思しき事件）の警告を上に聞き入れてもらえず、組織に失望し1996年にNCISを辞職した。ギブスが重傷を負い、一時的に記憶を失ったのを機にシェパードに呼び出されるまでは、NCISの捜査活動とは縁を断っていた（s3e24）。
洞察力に優れ経験も豊富。ギブスから連絡が来た時などは事件に関わり、捜査や尋問に協力する。だが、事件の解決に手段を選ばない荒々しい一面があり、犯人を暗殺するような非合法な手段も辞さない。ダッキーはギブスを「カウボーイ」と評する一方で、マイクのことは「アウトロー」と評している（s7e6）。
湾岸戦争中に発生したギブスの最初の妻子が殺害された事件の捜査を担当。しかし既に犯人が国外逃亡しておりNISには手出しが出来なかったため、ギブスの前でわざと捜査ファイルを置き忘れたまま席をはずして彼に犯人の居場所を伝え、彼の報復殺人に協力した。これをきっかけにギブスをNISにスカウトした。
辞職後はメキシコで隠遁し、年金で悠々自適に暮らしている。自分と同様の理由で組織に失望したギブスがNCISの職を辞していた間は、彼を快く迎え入れていた。重度のヘビースモーカーであり、所構わずタバコを吸っている。
独り身だが、かつて半年だけ交際した女性がマイクの知らぬ間に産んだ海兵隊員の息子、リアムがいた。リアムは派遣先のバグダッドに婚約者レイラがいたが、妊娠したために親族から勘当された。リアムがレイラをアメリカに逃す際に取引業者とのトラブルにより殺害されたため、マイクは息子の志を継いでレイラを引き取った（s4e18）。レイラはリアムの遺児を出産しており、名付け親となったギブスによりアミラと命名された。以後、マイクは義娘と孫娘を家族として暮らした。一度、レイラの母親で有力部族を率いる女族長シャダ・シャカルジから娘と孫を誘拐するために傭兵が送り込まれたが、マイクに銃撃を教わっていたレイラが彼らを返り討ちにした。シャダは多くの親族、血族を失っており、ために娘との和解を望んでの行為だったが、マイクとシャダの直接の話し合いにより、マイクがより安全なメキシコでふたりを引き取ることで和解を果たしている（s7e6）。
シーズン5第18話～第19話、シェパードより連絡を受け、彼女が暗殺者と対峙するための助力を求められて応じた。彼女とともに郊外の廃屋で暗殺者たちをおびき寄せ待ち伏せるが、彼が水を汲みに外出している隙に襲撃が発生したため、シェパードを守ることはできなかった。しかし最後は一連の事件の黒幕を彼の手で殺害している。
シーズン7e23-24では、ギブスの報復殺人への報復を行うレイノサファミリーから派遣された傭兵部隊に襲撃され、銃撃戦で右の人差し指を失っている。
シーズン8第23話にて、連続殺人犯ポートキラーと格闘の末、死亡。同第24話で、肺がんで数ヶ月の命であったことが明かされた。それを知っていたギブスはマイクのために（数話前から）棺のレリーフを制作しており、その棺に納められ海軍による葬儀が行われた。それ以降は幽霊や回想として毎シーズン1〜2回登場する。なお、レイラとアミラはアメリカに移住し、ギブスの目の届くところで暮らしているらしいことが描かれている。

### その他の登場人物
バド・ロバーツ海軍少佐 (英: Lieutenant Commander Bud Roberts)
演 - パトリック・ラビオートー、日本語吹替 - 古田信幸（シーズン１）→不明（シーズン１５）
JAG (英: Judge Advocate General's Corps) 法務官
『犯罪捜査官ネイビーファイル』のレギュラー出演者。シーズン1第2話にゲスト出演する。シーズン14第1話では大佐となって再出演。
フェイス・コールマン海軍少佐 (英: Lieutenant Commander Faith Coleman)
演 - アリシア・コッポラ
出演 - パイロット、シーズン1第18話、シーズン2第7話、第21話
JAG法務官
職務でも私生活でも隙のない几帳面な性格の女性法務官。パイロット版ではギブスが逮捕したハーモン・ラブ・ジュニア海軍中佐（『犯罪捜査官ネイビーファイル』の主人公）の弁護を担当。
その後もギブスチームの捜査に対しJAGが絡むエピソードに登場。
NCIS本部を訪れた時、休日返上の捜査でケイトとアビーが行けずじまいだったスパの話をして、二人から羨ましがられるエピソードもあった。
“A・J” アルバート・ジェスロ・チェグウィデン (英: Albert Jethro "A.J." Chegwidden)
演 - ジョン・M・ジャクソン、日本語吹替 - 金尾哲夫
出演 - パイロット、シーズン10第24話
海軍上級少将→弁護士
元JAGの法務部長で有り海軍上級少将。退官後は法務部長の経験を活かし弁護士になった様子。ギブスがパーソンズによって拘束された時ヴァンスの依頼によりギブスの弁護人となる。ディノッゾは本作で顔を合わせていたはずだが誰だか覚えていなかった。
弁護の腕は相当らしく、弁護士嫌いなギブスがすんなり弁護を受けた程である。
ホリス・マン陸軍中佐 (英: Lieutenant Colonel Hollis Mann)
演 - スザンナ・トンプソン、日本語吹替 - 安藤麻吹
出演 - シーズン4第7話、第13話、第17話、第19話、シーズン5第3話、シーズン11第12話、シーズン12第13話
CID（アメリカ陸軍犯罪捜査司令部、英: criminal investigation command）中佐。
CIDとNCISの合同捜査でNCIS本部を訪れるようになる。「謝罪は弱さの表れだ」とするギブスに対し「強くなければ謝れない」と返した女性。BZガスのテロ事件でギブスの命を助けてからは、彼と深い関係になった。またシェパード局長からは退役後にNCISへと誘われていた。
何度かの合同捜査や私生活でのギブスとの関係は続いていたが、彼が今でも元妻シャノンと娘ケリーを想い続けていることを知って身を引いた。22年間の軍務を勤めて、退役後はハワイ島に移住（s5e10）。
シーズン11にて、国防総省の幹部として本土へ帰ってきている。その際に別の男性と結婚していることを明かした。度々ギブスと合同で捜査に参加したり国防総省の使いでNCIS本部に来たりしている。
フィリップ・ダベンポート(英: Phillip Davenport)
海軍長官→辞任
演 - ジュード・チコレッラ、日本語吹替 - 石塚運昇
出演 - シーズン6第8話、第24話、シーズン8第24話
NCISを含め海軍組織を統率する立場にある海軍長官。キューバ産の禁制品葉巻を嗜み、ロシア演劇を好む大物。ヴァンスの過去と人柄をよく把握している。ヴァンスを局長にしたのはNCIS内で自身の影響力をもたせる目的だったが上手くいかなかった。
連続殺人犯ポートキラーを生み出したフランケンシュタイン作戦の責任者で、その事実を長く隠蔽していたがポートキラーの犯行についてヴァンスの糾弾を受け、責任を取る形で自ら海軍長官の任を辞した。
ジャクソン・ギブス (英: Jackson Gibbs)
演 - ラルフ・ウェイト、日本語吹替 - 羽佐間道夫
雑貨店オーナー
ギブスの父親。ペンシルベニア州スティルウォーターで雑貨屋を営む。一人息子につけたリロイ・ジェスロという名前は、高校の同級生で親友だった黒人の名前からで、雑貨屋は彼と始めたものである。リロイの実母アンとは別れた後に先立たれたが、その葬式には別の恋人を連れて現れたためにリロイとの関係が険悪になった。リロイが海兵隊に入隊した以降、NCISの任務でスティルウォーターを訪れるまで長らく再会することはなかった。わだかまりが解消した後の親子関係は概ね良好だが、息子が仕事に没頭しているせいでやや疎遠になっている。第二次大戦を経験した元戦闘機（ギブスによるとP51）パイロットだが、暴漢を射殺したときは殺人の苦悩をリロイに打ち明けもした（s7e10）。麻薬カルテルのパロマ・レイノサがリロイに復讐しようとジャクソンの雑貨屋を襲撃した際には、一時的だがウィンチェスター銃で追い返すなど豪胆な一面もある。アナログな息子と違い、ハイテクは得意で店にはネット回線を引いている。
演じているラルフ・ウェイトが死去した際には追悼エピソードが放映され（シーズン11第24話）、エピソード終盤には追悼メッセージが載せられた。
ケリー・ギブス(英: Kelly Gibbs)
演 - メアリー・マウサー
出演 - シーズン3第7話
ギブスの娘。
イーライ・ダヴィード (英: Ely David)
演 - マイケル・ヌーリー、日本語吹替 - 世古陽丸
モサド局長→死亡
ジヴァやアリの父。良くも悪くも冷徹で、目的のためなら手段を選ばない。モサドの作戦には表裏があり、謀略もあるが、いずれも彼の指示によるものである。現役諜報員時代に任務のことを第一に考えて家族のことを顧みなかったため、妻や娘タリ、ジヴァとの普通の繋がりを失った。モサド長官になった後は国防を担う仕事の重責からますますジヴァとの関係がこじれていたが、シーズン８にて一応の和解を見る。
ヴァンス局長とは俊英の工作員だった頃にアムステルダムで出会い、まだ駆け出しだったヴァンスを謀殺する企みを未然に防いだ。以来友誼を続け、互いに地位を築いた後もホームパーティーに招かれる程の仲である。仕事では利害関係で揉めることもあるが基本的に関係は良好だった。
イランの諜報員と非公式に会見したことにより、ヴァンス局長宅に会食にきていたところを暗殺者に襲撃され、ヴァンスの妻とともに死亡した。
リチャード・パーソンズ (英: Richard Parsons)
演 - コリン・ハンクス、日本語吹替 - 阪口周平
出演 - シーズン10第23話-シーズン11第2話
国防省直属独立法務官
過去にギブスが関わったある未解決事件やボドナーを殺害したジヴァに関して、司法妨害や証拠捏造の疑いでギブスのチームに対して取り調べを行なう。法律こそが正義だと考え、自分の考える正義の達成については手段を選ばない。自身のキャリアアップのために大物に関する事件のみを担当することから目立ちたがり屋という印象を受けがちだが、それらの事件を利用して大物との関係を構築するなど世渡り上手な一面がある。NCISの中でも検挙率の高いギブスを拘束することでキャリアアップを狙うが、後に「疑いの同胞団」に自分が利用されていることに気付き、ギブスに協力する。
風貌がシェイプアップ後のマクギーに似ているため、アビーに「邪悪なマクギー」と揶揄された。さらにNCISの元局長モローからは「(FBI初代長官の)エドガー・フーバーのような奴」と呼ばれ、ギブスを除くチーム全員から蛇蝎の如く嫌われた。
アビゲイル・ボーリン (英: Abigail Borin)
演 - ダイアン・ニール、日本語吹替 - 加藤有生子
出演 - シーズン7第18話、シーズン8第11話、シーズン9第5話、シーズン10第4話、シーズン11第6話、シーズン12第5話
CGIS（アメリカ沿岸警備隊犯罪捜査局)捜査官。
女ギブスと呼ばれる程、ギブスに似た性格。
キャストは『LAW & ORDER:性犯罪特捜班』のケイシー・ノバク役で知られるダイアン・ニールを起用した。
初登場のシーズン7第18話「縄張り争い」以降、シーズン12まで毎シーズン1話ゲスト出演している。その後、ワシントンから異動になったのかスピンオフ作品である『NCIS:ニューオーリンズ』にゲスト出演している。
デイモン・ワース（英: Damon Werth）
演 - ポール・テルファー
出演 - シーズン5第10話、シーズン7第6話、第15話
元海兵隊伍長。イラクで活躍し、シルバースター（銀星章）授与候補の英雄だったが、ドーピングによる錯乱、記憶障害と暴力衝動からPTSDで収容中の病院から逃走、NCISによって確保された。かつて彼は重度の貧血症のために海兵隊の入隊に落第し、海兵隊員になる夢を叶えるため、先端企業で開発中の兵士用のステロイド剤を入手、自分に投与して海兵隊員となっていた。事件の全貌が発覚したことでシルバースター授与は見送りとなり、海兵隊も除隊となるが、ギブスは自分のシルバースターを彼に譲った。これがきっかけでギブスに強い信頼感を抱くようになった。また、確保の際にジヴァと激しい格闘となり、互いに気持ちが通じ合ったらしい。
除隊後、ベル大佐の経営する民間軍事会社の傭兵となり、任務として知らずギブスの自宅に匿われていたレイラ・シャカルジの確保に送り込まれるが、戦っている相手がレイラを守るジヴァたちと知ると、仕事を放棄してNCISに協力した。
その後、戦友の殺害事件に巻き込まれたことからギブス宅を訪問、殺害された戦友が引き受ける予定だったトラックによる乗っ取り（強奪）の代理ドライバーとなり、ジヴァと組んで潜入捜査に協力した。
チャック・エリソン海兵隊大将 (英: General Charles T. Ellison)
演 - ジョン・フィン、日本語吹替 - 長克巳
出演 - シーズン9第8話、第9話、シーズン14第18話
海兵隊総司令官で、ギブスの海兵隊時代の元上官にして友人。
シーズン9第8話にて、アフガニスタンから戦死者の遺体が入った棺を運んでいた輸送機が墜落した事故を捜査する過程で、棺に遺体が入っていなかったガブリエラ・フローレス中尉の行方を巡り、彼女が以前司令部で広報官を務めていたことから、話を聞きにギブスが彼の元を訪れる。
この際、ギブスに対して「フローレス中尉が生きているのであれば、必ず見つけて連れ帰れ」と命じる。
シーズン14第18話にも登場し、既に海兵隊を退役しているが、がんを患い入院中の娘ローラに会って欲しいとギブスの元を訪れる。
クレイトン・ジャーヴィス(英: Clayton Jarvis)
演 - マット・クレイヴン、日本語吹替 - 大塚芳忠
出演 - シーズン8第24話～シーズン11第1話
海軍長官→死亡
ダベンポートの後任。後に疑いの同胞団の爆破テロにより死亡する。
元はロビイストで前任者とは違いギブスやヴァンスに親しく接していた。
サラ・ポーター(英: Sarah Porter)
演 - レスリー・ホープ、日本語吹替 - 勝生真沙子
出演 - シーズン11第2話～シーズン13第15話
海軍長官→辞職
死亡したクレイトンの後任。女性で民間出身の為保守的な海軍将校や軍事企業からは嫌悪されているのに悩む。
クレイトン同様NCISのメンバーには親しく接しておりマクギーとはゲームの話で盛り上がっていた。海軍長官の娘という理由で娘が誘拐されギブスに救い出されるが、その後娘の安全を第一として長官を辞任する。
アンソニー・ディノッゾ・シニア(英: Anthony DiNozzo Senior)
演 - ロバート・ワグナー、日本語吹替 - 土師孝也（シーズン11まで）→向井修（シーズン12 - 14）
出演 - シーズン7第12話～
実業家
トニーの実父。浪費家であるがアラブの王子からあのドナルド・トランプも知人という幅広い人脈を持つ。パーマーの義父エドとも面識がある。
シーズン7より毎シーズン登場しておりトニーが退職した後もギブスたちの捜査に協力したりNCIS本部に遊びに来ている。ギブスを大変気に入っており親友と呼んでいる。
登場当時トニーとはすれ違いを続けていたがシーズン10で和解する。その後は良好な関係を続け後にトニーのフランスでの住宅の世話やアメリカの住居の管理などもしている。
トニーからは詐欺師と言われているが本人は怪しい連中とは付き合いはあるが、商売のためと否定している。
トニーの母親の親友リンダと再婚するつもりだったが、破談する。
シーズン17ではパーマーにトニーとジヴァとタリと4人で暮らし、タリに「じいじ」と言われて凄く嬉しかったという旨の手紙を送っている。
サマンサ・ライアン(英: Samantha Ryan)
演 - ジェイミー・リー・カーティス、日本語吹替 - 安達忍
出演 - シーズン9
国防総省に勤務する心理学者
ギブスと協力しつつ、お互い心のうちをさらさないため、表面的な関係に終わる。
ウィン・クロフォード(英: Wynn Crawford)
演 - ミッチ･ピレッジ
出演 - シーズン16第11話～
国防長官
マクギーが国防総省にハッキングした事に激怒しNCISに直接乗り込んでくる。
最初は好き勝手やるNCISを嫌悪していたが後に国防の機密費が犯罪に使われていたことが判明し、自身の進退に関わる窮地を招くがギブスによって解決される。ギブスの捜査能力の高さとヴァンスの指揮能力に感服し、信頼の証である酒場の酒がタダになるというコインをヴァンスに譲渡する。
ポール・トリフ(英: Paul Triff)
演 - フレンチ・スチュワート
出演 - シーズン14第17話、シーズン15第15話
元密輸業者→受刑者
密輸ダイヤの分配で揉め仲間4人を殺しその内3人の死体を電動カッターで切り刻んだサイコパス。
現マクギーの家の前々の居住者であり、密輸ダイヤがしまってある貸し金庫の鍵を飲み込んだ元仲間の死体を隠していた。ダイヤを諦めきれないのか刑務所仲間を使って死体を探させるが、帰宅したマクギーと鉢合わせし銃撃戦となる。
マクギーやギブスに情報提供の見返りに刑務所内での便宜を要求したが尽く蹴られる。
後にガブリエル・ヒックスの有罪証拠の提供する代わりにマクギー同伴の上で元住居に48時間滞在させる事を条件に司法取引を持ちかける。最初は連続殺人犯でサイコパスという事もありメンバーやヴァンスは難色を示すが、スローンはヒックスを追い詰められると説得する。
余程マクギーが気にいったのか彼に家族という認識を持つ。
フィル・ブルックス(英: Phillip "Phill" Brooks)
演 - ドン・レイク
出演 - シーズン15第23話、シーズン16第4話、シーズン17第15話
海軍大佐→海軍専属会計士
ギブスの数少ない親友の一人。現役の海軍大佐だが軍人とは思えない見た目でかなり頼りなさげだが軍部では信用と実績が高い。
日曜大工が得意でギブスと一緒に船を作ったりもしており、その船でギブスと釣りをしていた。
長い付き合いだが同じ親友のフォーネルは顔を合わせるまで互いに全く知らなかった。
シーズン17で会計士に転職していたが海軍専用の出会い系アプリを使っていた事からまだ海軍の関係部署に所属していると思われる。
マーガレット・アリソン・ハート(英: Margaret Allison Hart)
演 - Rena Sofer
出演 - シーズン7、シーズン8
弁護士

### 登場する敵
アリ・ハスワリ (英: Ari Haswari)
演 - ルドルフ・マーティン、日本語吹替 - / 菊本平
出演 - シーズン1第16話～シーズン3第2話
イスラエル諜報特務庁（モサド）局員
父親はイスラエル諜報特務庁局長のイーライ・ダヴィードであり、ジヴァの異母兄。母親はアラブ系で、ハマスに潜入させる人材として作られた子供だったことが本人からほのめかされている。幼い頃からスパイ養成訓練を受け、母親と共にガザの医療キャンプで働くために、英国エジンバラの医学部にも留学させられて医学知識と技術にも精通している。そのような生い立ちから父親への憎悪を抱き、母の死をきっかけにモサドを裏切ってハマスに参加、表向きはハマスに潜入したモサドとして活動する二重スパイになっていた。
ギブスは早くからアリの素行に疑念を抱いていたが、アリもまたギブスに父親を重ね合わせて敵視し、ハマスのテロ作戦の最中、ギブスを精神的に追い込むことを目的にケイトを射殺し、アビーの命を狙った。
ギブスにケイト殺害犯と睨まれるも一貫して犯行を否認。ギブスを挑発する一方で二重スパイの立場を使って捜査を翻弄した。やがて自分の命を賭けたギブスの罠にあえて乗り、ギブスを殺害しようと姿を現すが、そのことが彼の有罪を証明し、その場で自身の異母妹であるジヴァに射殺された。
なお、留学した医学部はダッキーと同じであるため、数十年の差はあるもののダッキーの後輩にあたる。
ラ・グルヌイユ (仏: La Grenouille)
演 - アーマンド・アサンテ、日本語吹替 - 金尾哲夫
出演 - シーズン4第14話〜シーズン5第1話、第14話（不定期）
「カエル」のコードネームを持つフランスの武器商人。本名はレネ・ブノワ (Rune Benoit)。ジャンヌという娘がいる。シェパードは彼を父親の死の原因と考え、その逮捕に10年以上に渡る強い執着を持っていた。その一環としてトニーをジャンヌへ接近させたが、実は彼がCIAの協力者であったため、作戦はCIAに妨害されて確保には至らなかった。この作戦をきっかけに、ダッキーはグルヌイユの人柄に強い興味を抱いていた。
その後、運河で射殺体として見つかった。NCISとシェパードが容疑者とされ、フォーネルの指揮でFBIによる捜査が行われるが、最終的にはコルトが現れ、グルヌイユが引退をほのめかしていたため、CIAにより暗殺されたものと結論付けられた。ただし、彼を殺害した拳銃はシェパードのものであったことが作中でほのめかされており、ギブスはシェパードが死ぬ直前まで真相に疑念を抱いていた。
マイケル・リフキン (英: Michael Rivkin)
演 - メリク・タドロス
出演 - シーズン6第1話 -第25話
イスラエル諜報特務庁（モサド）局員。モサドでも暗殺部門・キドンに所属する局員で凄腕の暗殺者。ジヴァとは幼なじみであり、同僚であり、深い関係でもあった。一時モサドに復帰したジヴァとモロッコの潜入捜査を担当。
その後、アメリカ国内に潜伏するテロ組織を壊滅するべく、ロサンゼルスにてOSPの潜入捜査に割り込みG・カレン（『NCIS:LA 〜極秘潜入捜査班』の主人公）達と対峙。ワシントンD.C.ではダベンポート海軍長官宅の会合に潜入を試み、警護の捜査官を死亡させた。これらの独断的な行動にメイシー、ギブス、トニーから帰国するよう忠告を受けるが聞き入れなかったばかりか、トニーのことはジヴァを巡る恋敵と考え挑発していた。
ジヴァの自宅に潜伏していたところ、テロリストの物証を辿って来訪したトニーと遭遇。確保を試みたトニーと乱闘になった。辛くも銃を手にしたトニーの警告にも関わらず襲いかかったため４発被弾、病院に搬送されるも死亡した。トニーがキドンのリフキンとの戦いに生き残ったのは、たまたまリフキンが深酒をしていたためだったことが判明している。リフキンの死はジヴァにトニーへの不信を抱かせ、彼女の二度目のイスラエル帰国のきっかけとなった。
テッド・バンクストン (英: Ted Bankston)
演 - デビッド・エイゲンバーグ、日本語吹替 - 中博史
出演 - シーズン6第9話
元NSAの分析官。シーズン6の鍵となる軍事機密、ドミノ計画（イスラエルが攻撃された場合の軍事行動、経済状況を予測するもの）の管理を担当していた。リー捜査官が義妹のアマンダを人質にとられていたのと同様に、バンクストンも1年前に妻を人質にとられ、スパイ行為に加担させられていた。ドミノ計画が流出した際に発生する軍事的、経済的なあらゆる被害をNCISに説明し、協力を申し出た。
正体はドミノ計画に関する一連の事件の黒幕であり、ドミノ計画によって発生する大金がねらいだった。妻は人質にとられたと思われていたが、実は計画のために既に殺害されていた。ドミノ計画の受け渡し場所で自身の計画が露見したと分かると、リー捜査官を人質にして立てこもった。その後ギブスによってリーごと射殺された。シーズン中に登場する強敵の中で、テロなどではなく純粋に大金目当てで犯行に及んだ珍しい人物。
パロマ・レイノサ (西: Paloma Reynosa)
演 - ジャクリーン・オブラドース
出演 - シーズン7第22話〜シーズン8第1話
メキシコの麻薬カルテルのボスで、ギブスの妻と娘を殺し、その後ギブスによって殺害されたペドロ・ヘルナンデスの娘。父親を殺したギブスを憎み、ベル大佐とマイク・フランクスを囮にメキシコにギブスをおびき寄せて軟禁する。ギブスに同じ思いをさせるために彼の父ジャクソンを襲撃するが、思わぬ迎撃にあって失敗する。その後アメリカに勢力を拡げながらギブスを徐々に追い詰めるが、最後はギブスとヴァンスの策により自身の弟アレハンドロ・リヴェラによって射殺された。
アレハンドロ・リヴェラ (西: Alejandro Rivera)
演 - マルコ・サンチェス日本語吹替 - 山路和弘
出演 - シーズン7第22話〜シーズン8第1話、シーズン11第24話
メキシコの司法省の高官だが、姉のパロマ・レイノサによって政府内部に送り込まれた麻薬カルテルのシンパ。姉と違い短慮。父親を殺したギブスをすぐに殺すべきだと主張するが、姉に反対される。シーズン8の第1話にて、ギブスと思って発砲した相手が実は姉のパロマであり、自身が殺害してしまったことを後悔していた。その後収監されていたが、シーズン11にて父と姉が築き上げたカルテルの遺産を使い、ギブスに恨みを持つ疑いの同胞団の残党と共にギブスへの復讐を試みるが、僅か数日で露見し更には疑いの同胞団の残党まで一掃され、自分の立場を更に悪化させる結果となってしまった。
ライリー・マカリスター(英: Riley McCallister)
演 - マイケル・オニール、日本語吹替 - 沢木郁也
出演 - シーズン8第8話、第9話、シーズン9第14話
NCIS局員。サンディエゴ支局時代のギブスの上司。出世欲が強く、91年にアムステルダムでロシア人諜報員アナトリー・ズコフに接触するというヴァンスの初任務（コード名「トライデント」）の直属の上司となったが、実はヴァンスをズコフに殺させて米ロ間の緊張関係を捏造し、自らの出世の材料にしようとするものだった。しかしイーライの助けを得たヴァンスが暗殺チームへの反撃に成功して計画は失敗。逆にヴァンスを後々自分より出世させる契機となり、以後ヴァンスを排除する機会を狙っていた。またその後始末として、99年にギブスとシェパードにパリでのズコフらの暗殺を命令した人物でもある。だが、以上の「アムステルダム事件」の黒幕を暴こうとヴァンスとイーライが企画したNCIS元高官らが集う会合に脅威を覚え、イーライを狙った暗殺者の存在を利用してふたりの爆殺を企てた。さらに捜査で陰謀の全容が知られたことで、入院中のヴァンスの暗殺を自ら実行するが、ギブスにナイフを渡されていたヴァンスの逆襲により刺殺された。
200話記念回では、ギブスの回想シーンに上司として登場し、アドバイスを送った。
ポートキラー / ジョナス・コッブ (英: The Port to Port Killer/Jonas Cobb)
演 - カー・スミス
出演 - シーズン8第23話、第24話
佐世保、ロタ、ハワイなどの軍港で海兵を殺害していた連続殺人鬼。正体はジョナス・コッブ海軍大尉で、CIAやヴァンス局長などがアルカイダの撲滅のため、軍人を過酷な訓練で冷徹な殺人マシーンへと訓練し、海外での工作活動に利用するために立案した「フランケンシュタイン作戦」の被験者。訓練後はコルトやダベンポート海軍長官の秘密作戦や暗殺工作に使役されていた。本人は正義を信じていたが、作戦を通して人格が破壊され、殺人鬼に変貌した。
シーズン8の終盤、フランケンシュタイン作戦によって人格、人生を歪められたポートキラーは、作戦関係者に復讐を開始。ロタから海兵を殺害し始めたのも、当時ロタで勤務していたダベンポート海軍長官の姪であるバレットを誘き出すためであった 。犯行の過程でギブスに興味を持ちその自宅を訪れるが、その際にフランクスと格闘になり、彼を殺害する。
拉致したジヴァを取引材料に自らNCISに出頭したが、それは陽動で、隙を見てバレットとパーマーを拉致して逃亡。CIA工作員のコルトまでも拉致して、ダベンポート海軍長官をフランケンシュタイン作戦に使われていた施設に誘い出すが、海軍長官に随行していたギブスとヴァンスによって射殺された。
ハーパー・ディアリング (英: Harper Dearing)
演 - リチャード・シフ、日本語吹替 - 千葉繁
出演 - シーズン9第23話～シーズン10第1話
ドナルドヒルズ・インベストメント社の前CEO。シーズン9、10での最大の敵。海軍にいた息子をテロ攻撃で亡くし、その攻撃を予測できなかったことや息子を攻撃のあった空母に配属したことから、海軍を逆恨みしている。自身の会社の欠陥ケーブルが採用されている海軍の船に目を付け、部下に次々と破壊工作を仕掛けさせた。
ギブスが一連の事件の黒幕が彼だと知ると、最重要指名手配犯の壁にディアリングの顔写真を貼付け、NCIS職員に彼を徹底マークするように呼びかける。一見すると初老の男性だが、自分の正義（息子の復讐）のためなら手段を選ばない危険人物で、シーズン9最終話ではヴァンス局長の車に強力な爆弾を仕掛けてNCIS本部を爆破し、多数の死傷者を出す。逃亡したがギブスとの一騎討ちの末、刺殺された。
イラン・ボドナー (英: Ilan Bodnar)
演 - オデッド・フェール
出演 - シーズン10第12話、第21話、第22話
モサドに所属するイーライが最も信頼している副官。イスラエルと対立しているイランと平和的に関係を築きたいイーライとは違い、イランに対しては戦争による解決を主張するなど、強硬的な姿勢を示している。イーライがイランの諜報員と非公式に会合を行っていたことを受け、イスラエル本国の強硬派からイーライを排除したらモサド局長にすると約束され、傭兵を使いイーライをヴァンスの妻ごと殺害する。ジヴァによってイーライ殺害の黒幕がボドナーということが裏付けられるとベルリンへ逃亡、NCISを撹乱しながら追跡を振り切っていく。逃亡資金であるダイヤモンドをドイツで奪われるが、奪還するためにジヴァとトニーをアメリカで襲撃した。
アフリカ行きの船に乗り込み潜伏していたが、後を追ってきたジヴァによって船から突き落とされ、死亡する。この一件は正当防衛として処理されたが、ギブスのチームに新たな危機をもたらすことになった。イーライ殺害の疑惑がかかったことで、あてにしていたイスラエル政府の強行派からも見放され、CIAにはイランの上級工作員暗殺の犯人にまで仕立てあげられる、という不遇な扱いを受けた。
ベンサム・パーサ (英: Benham Parsa)
演 - カラン・オベロイ
出演 - シーズン11第1話、第14話
パキスタン・ミンゴラ生まれのテロリストで、反米テロ組織「疑いの同胞団」のリーダー。ジャーヴィス海軍長官をワシントンD.C.で爆殺し、別の爆弾でマクギーの恋人であるデライラを下半身不随になるほどの重傷を負わせた。その他にもカイロやバーレーンなどの爆弾テロに関与していたとされ、NCISの指名手配者リストの中でも上位にランクづけされている。それだけでなくギブスが司法妨害になるきっかけを作った遠因の事件の首謀者でもあった。
少年時代にアメリカ軍のUAVで家族を殺されている。ビショップはNSA時代から彼を追跡しており、パーサとは何かの因縁がある様子。パキスタンに潜伏していたところを急襲されて捕まり、その際に負傷、艦内で取り調べを受けていたが脱走し、ギブスに射殺された。
マシュー・ルソー (英: Mathew Rousseau)
インターネットを利用して自爆テロ犯にするために少年をリクルートするイラクの過激派組織“コーリング”の通信担当。S-マイン（対人地雷）を調達し、ドーニゲットを殉職させる爆弾テロを起こす。
セルゲイ・ミシュネフ (英: Sergei Mishnev)
出演 - シーズン12第1話、シーズン12第4話、シーズン12第11話、シーズン12第15話
ロシアのテロリストでアリ・ハスワリの異父兄弟。
ロシアの参事官のアントン・パブレンコとは大学の同期で手を組んでお互い私服を肥やしていた。バブレンコからはギブスに近づくなと警告されるがアリの報復の為アメリカに来る。
ギブスの親しい者の最期を真似たり、元妻のダイアンを射殺し追い詰める。しかしギブスに弱みを握られたパブレンコに裏切られ、ギブスの元におびき寄せられ、最後は弾が空の銃をフォーネルに向け、フォーネルに射殺される。
トレント・コルト (英: Trent Kort)
演 - デヴィッド・ダヤン・フィッシャー
出演 - シーズン4第15話、シーズン5第14話、シーズン6第13話、第20話、シーズン8第21-24話、シーズン13第23話、第24話
CIA職員→元CIA職員。陰気で非人間的、狡猾怜悧で信用ならない人物で、当初はCIA職員として度々登場してはギブスのチームと敵対、あるいは協力していた。ギブスとは友人の風を装いつつも互いに決して信用せず、緊張感を持った関係だった。グルヌイユに関連するCIAの作戦の一環としてトニーを殺しかけており、またグルヌイユ暗殺に関してはCIAの犯行を否定せず、トニーに殴られてもいる。以来、彼からは露骨に嫌われており、関係は最悪だった。またギブスに秘かにCIAによるヴァンスの個人調査資料を渡し、恩を売り揺さぶりをかけたこともある（s6e13）。CIAとしてフランケンシュタイン作戦にも関与しており、その被験者ジョナス・コッブスの訓練教官だった。彼を非合法な任務に使い私腹を蓄えていたが、コッブスがポートキラー事件を起こした（s8）ことで失脚し、CIAを辞職した。またコッブスにより左眼球を奪われ、義眼を入れている。
その後、ロシアに核の情報を売り渡しており、それを知りえたトーマス・モローや関係者を殺し、その罪を元MI-6のスコットになすりつけていた。遂には自身の脅威となる情報を持っているジヴァを人を使って迫撃砲で小屋ごと吹き飛ばし暗殺したが、ジヴァの死の真相を突き止めたトニーとギブスにより報復され、射殺された。
ガブリエル・ヒックス (英: Gabriel Hicks )
演 - グラハム・ハミルトン
出演 - シーズン15第7話、シーズン15第15話
元海兵隊員でサイコパス。10年前に大尉殺害の容疑でフォーネルとMCISにより死刑判決を受けていたが、フォーネルが法を曲げて弁護士に情報を漏らしていた事を突き止めギブスやダッキーを騙し逆転無罪を勝ち取りフォーネルを失職に追い込む。
その後事情を知った弁護士を爆殺し刑務所送りにしたフォーネルに報復を企てる。調査の手が回ってると気付きフォーネルを拉致し逃走するが、フォーネルが抵抗し車は大破、その後ギブスに逮捕される。
同じ独房に居て司法取引に応じたポール・トリフの情報により、大尉と他5人の血痕の付いた指紋付きの鉄パイプが昔乗っていた車から発見される。それが決定的な証拠となり、無罪判決が取り消され再び死刑が確定する。

## 出演シーズン
| シーズン                                     | S1 | S2 | S3  | S4 | S5  | S6 | S7 | S8 | S9 | S10 | S11 | S12 | S13 | S14 | S15 | S16 | S17 | S18 | S19 |
|                                              | 03 | 04 | 05  | 06 | 07  | 08 | 09 | 10 | 11 | 12  | 13  | 14  | 15  | 16  | 17  | 18  | 19  | 20  | 21  |
| -------------------------------------------- | -- | -- | --- | -- | --- | -- | -- | -- | -- | --- | --- | --- | --- | --- | --- | --- | --- | --- | --- |
| リロイ・ジェスロ・ギブス                     | ○  | ○  | ○   | ○  | ○   | ○  | ○  | ○  | ○  | ○   | ○   | ○   | ○   | ○   | ○   | ○   | ○   | ○   | △   |
| ドナルド・“ダッキー”・マラード               | ○  | ○  | ○   | ○  | ○   | ○  | ○  | ○  | ○  | ○   | ○   | ○   | ○   | ○   | △   | △   | △   | △   |     |
| アンソニー・“トニー”・ディノッゾ             | ○  | ○  | ○   | ○  | ○   | ○  | ○  | ○  | ○  | ○   | ○   | ○   | ○   |     |     |     |     |     |     |
| アビゲイル・“アビー”・シュート               | ○  | ○  | ○   | ○  | ○   | ○  | ○  | ○  | ○  | ○   | ○   | ○   | ○   | ○   | △   |     |     |     |     |
| ケイトリン・“ケイト”・トッド                 | ○  | ○  | △＊ |    |     |    |    |    |    |     |     |     |     |     |     |     |     |     |     |
| ティモシー・ファラガット・“ティム”・マクギー | △  | ○  | ○   | ○  | ○   | ○  | ○  | ○  | ○  | ○   | ○   | ○   | ○   | ○   | ○   | ○   | ○   | ○   | ○   |
| ジミー・パーマー                             | △  | ○  | ○   | ○  | ○   | ○  | ○  | ○  | ○  | ○   | ○   | ○   | ○   | ○   | ○   | ○   | ○   | ○   | ○   |
| ジェニー・シェパード                         |    |    | △   | ○  | △＊ |    |    |    |    |     |     |     |     |     |     |     |     |     |     |
| ジヴァ・ダヴィード                           |    |    | 〇  | ○  | ○   | ○  | ○  | ○  | ○  | ○   | △   |     |     |     |     | △   | △   |     |     |
| レオン・ヴァンス                             |    |    |     |    | ○   | ○  | ○  | ○  | ○  | ○   | ○   | ○   | ○   | ○   | ○   | ○   | ○   | ○   | ○   |
| エレノア・レイ・“エリー”・ビショップ         |    |    |     |    |     |    |    |    |    |     | △   | ○   | ○   | ○   | ○   | ○   | ○   | 〇  |     |
| ニコラス・“ニック”・トーレス                 |    |    |     |    |     |    |    |    |    |     |     |     |     | ○   | ○   | ○   | ○   | ○   | ○   |
| アレクサンドラ・“アレックス”・クイン         |    |    |     |    |     |    |    |    |    |     |     |     |     | ○   |     |     |     |     |     |
| クレイトン・ダンテ・“クレイ”・リーヴス       |    |    |     |    |     |    |    |    |    |     |     |     | △   | ○   | △＊ |     |     |     |     |
| ジャクリーン・“ジャック”・スローン           |    |    |     |    |     |    |    |    |    |     |     |     |     |     | △   | 〇  | 〇  | △   |     |
| ケイシー・ハインズ                           |    |    |     |    |     |    |    |    |    |     |     |     |     |     | △   | 〇  | 〇  | 〇  | ○   |
| ジェシカ・ナイト                             |    |    |     |    |     |    |    |    |    |     |     |     |     |     |     |     |     | △   | ○   |
| オールデン・パーカー                         |    |    |     |    |     |    |    |    |    |     |     |     |     |     |     |     |     |     | △   |

○ - 全出演
△ - 一部出演
＊ - 死亡

## スタッフ
- 製作総指揮/企画 - ドナルド・P・ベリサリオ、マーク・ハーモン（一部エピソードを製作総指揮として）
- 企画 - ドン・マギル (Don McGill)

## エピソード
| シーズン   | 放送期間                        | 放送時間（ET） | 話数(シーズン) | 話数(通算)  | 平均視聴者数 | ランキング |
| ---------- | ------------------------------- | -------------- | -------------- | ----------- | ------------ | ---------- |
| シーズン1  | 2003年09月23日 - 2004年05月25日 | 木曜20時台     | 23             | 1 - 23話    | 1184万人     | 26位       |
| シーズン2  | 2004年09月28日 - 2005年05月24日 | 木曜20時台     | 23             | 24 - 46話   | 1363万人     | 22位       |
| シーズン3  | 2005年09月20日 - 2006年05月16日 | 木曜20時台     | 24             | 47 - 70話   | 1530万人     | 16位       |
| シーズン4  | 2006年09月19日 - 2007年05月22日 | 木曜20時台     | 24             | 71 - 94話   | 1450万人     | 20位       |
| シーズン5  | 2007年09月25日 - 2008年05月20日 | 木曜20時台     | 19             | 95 - 113話  | 1565万人     | 14位       |
| シーズン6  | 2008年09月23日 - 2009年05月19日 | 木曜20時台     | 25             | 114 - 138話 | 1789万人     | 5位        |
| シーズン7  | 2009年09月22日 - 2010年05月25日 | 木曜20時台     | 24             | 139 - 162話 | 1933万人     | 4位        |
| シーズン8  | 2010年09月21日 - 2011年05月17日 | 木曜20時台     | 24             | 163 - 186話 | 1946万人     | 5位        |
| シーズン9  | 2011年09月20日 - 2012年05月15日 | 木曜20時台     | 24             | 187 - 210話 | 1949万人     | 3位        |
| シーズン10 | 2012年09月25日 - 2013年05月14日 | 木曜20時台     | 24             | 211 - 234話 | 2134万人     | 1位        |
| シーズン11 | 2013年09月24日 - 2014年05月13日 | 木曜20時台     | 24             | 235 - 258話 | 1977万人     | 3位        |
| シーズン12 | 2014年09月23日 - 2015年05月12日 | 木曜20時台     | 24             | 259 - 282話 | 1825万人     | 3位        |
| シーズン13 | 2015年09月22日 - 2016年 5月17日 | 木曜20時台     | 24             | 283 - 306話 | 1661万人     | 3位        |
| シーズン14 | 2016年09月20日 - 2017年05月16日 | 木曜20時台     | 24             | 307 - 330話 | 1463万人     | 3位        |
| シーズン15 | 2017年09月26日 - 2018年05月22日 | 木曜20時台     | 24             | 331 - 354話 | 1702万人     | 5位        |
| シーズン16 | 2018年09月25日 - 2019年05月21日 | 木曜20時台     | 24             | 355 - 378話 | 1557万人     | 3位        |
| シーズン17 | 2019年09月24日 - 2020年04月14日 | 木曜20時台     | 20             | 379 - 398話 | 1533万人     | 2位        |
| シーズン18 | 2020年11月17日 - 2021年05月25日 | 木曜20時台     | 16             | 399 - 414話 | 1258万人     | 3位        |
| シーズン19 | 2021年09月20日 - 2022年05月23日 | 木曜20時台     | 21             | 415 - 435話 | 万人         | 位         |
| シーズン20 | 2022年09月19日 - 2023年05月22日 | 木曜20時台     | 22             | 436 - 457話 | 万人         | 位         |
| シーズン21 | 2024年02月12日 - 2024年05月6日  | 木曜20時台     | 10             | 458 - 467話 | 万人         | 位         |
| シーズン22 | 2024年010月14日 - 2025年05月5日 | 木曜20時台     | 20             | 468 - 487話 | 万人         | 位         |

※アメリカのテレビドラマのシーズンは、おおむね9月下旬にスタートし、翌年の5月上旬に終了する（一部の例外を除く）。

## 日本国内での放送
サスペンスシアター FOXCRIME
シーズン1
シーズン3
FOXチャンネル → Dlife (CS)
シーズン1（吹替版,字幕版）
シーズン2（吹替版,字幕版）
シーズン3（吹替版,字幕版）
シーズン4（吹替版,字幕版）
シーズン5（吹替版,字幕版）
シーズン6（吹替版,字幕版）
シーズン7（吹替版,字幕版）
シーズン8（吹替版,字幕版）
シーズン9（吹替版,字幕版）
シーズン10（吹替版,字幕版）
シーズン11（吹替版,字幕版）
シーズン12（吹替版,字幕版）
シーズン13（吹替版,字幕版）
シーズン14（吹替版,字幕版、2016年12月6日 - ）
シーズン15（吹替版,字幕版、2018年1月25日 - ）
シーズン16（吹替版,字幕版、2019年1月5日1話先行放送、1月24日より本放送開始）
シーズン17（吹替版,字幕版）
シーズン18（字幕版）
シーズン19（字幕版）
シーズン20（字幕版）
シーズン21（字幕版）
テレビ東京
シーズン1 - 2010年2月7日（2月6日深夜）から9月5日（9月4日深夜）まで吹替版を放送。
シーズン2 - 2013年11月18日から12月26日まで『ランチチャンネル』（月 - 木曜枠）にて吹替版を放送。
シーズン3 - 2014年8月19日から10月1日まで『ランチチャンネル』（月 - 木曜粋）にて吹替版を放送。
シーズン4 - 2015年2月23日から4月2日まで『ランチチャンネル』（月 - 木曜粋）にて吹替版を放送。
シーズン5 - 2017年4月27日から5月26日まで『ランチチャンネル』（月 - 金曜粋）にて吹替版を放送。
シーズン6 - 2017年7月6日から8月10日まで『ランチチャンネル』（月 - 金曜粋）にて吹替版を放送。
シーズン7 - 2019年4月3日（4月2日深夜）から9月27日（9月26日深夜）まで『海外ドラマセレクション』にて吹替版を放送。
Dlife (BS)
シーズン1（吹替版,字幕版）
シーズン2（吹替版,字幕版）
シーズン3（吹替版,字幕版）
シーズン4（吹替版,字幕版）
シーズン5（吹替版,字幕版）
シーズン6（吹替版,字幕版）
シーズン7（吹替版,字幕版）
シーズン8（吹替版,字幕版）
シーズン9（吹替版,字幕版）
シーズン10（吹替版,字幕版）
シーズン11（吹替版,字幕版）
スーパー！ドラマTV
シーズン1（吹替版,字幕版）
シーズン2（吹替版,字幕版）
シーズン3（吹替版,字幕版）
シーズン4（吹替版,字幕版）
シーズン5（吹替版,字幕版）
シーズン6（吹替版,字幕版）
シーズン7（吹替版,字幕版）
シーズン8（吹替版,字幕版）
シーズン9（吹替版,字幕版）
シーズン10（吹替版,字幕版）
シーズン11（吹替版,字幕版）
シーズン12（吹替版,字幕版）
シーズン13（吹替版,字幕版）
シーズン14（吹替版,字幕版）
Hulu
シーズン1（吹替版,字幕版）
シーズン2（吹替版,字幕版）
シーズン3（吹替版,字幕版）
シーズン4（吹替版,字幕版）
シーズン5（吹替版,字幕版）
シーズン6（吹替版,字幕版）
シーズン7（吹替版,字幕版）
シーズン8（吹替版,字幕版）
シーズン9（吹替版,字幕版）
シーズン10（吹替版,字幕版）
シーズン11（吹替版,字幕版）
シーズン12（吹替版,字幕版）
シーズン13（吹替版,字幕版）
シーズン14（吹替版,字幕版）
シーズン15（吹替版,字幕版）
シーズン16（吹替版,字幕版）
シーズン17（吹替版,字幕版）
シーズン18（字幕版）
シーズン19（字幕版）
シーズン19（字幕版）
Amazon prime
シーズン1（吹替版,字幕版）
シーズン2（吹替版,字幕版）
シーズン3（吹替版,字幕版）
シーズン4（吹替版,字幕版）
シーズン5（吹替版,字幕版）
シーズン6（吹替版,字幕版）
シーズン7（吹替版,字幕版）
シーズン8（吹替版,字幕版）
シーズン9（吹替版,字幕版）
シーズン10（吹替版,字幕版）
シーズン11（吹替版,字幕版）
シーズン12（字幕版）
シーズン13（字幕版）
シーズン14（字幕版）
シーズン15（字幕版）
シーズン16（字幕版）
シーズン17（字幕版）
Netflix
シーズン7 （吹替版,字幕版）
シーズン8 （吹替版,字幕版）
シーズン9 （吹替版,字幕版）
シーズン10（吹替版,字幕版）
| テレビ東京 土曜27:20枠                                              | テレビ東京 土曜27:20枠                                                     | テレビ東京 土曜27:20枠                                      |
| 前番組                                                              | 番組名                                                                     | 次番組                                                      |
| ------------------------------------------------------------------- | -------------------------------------------------------------------------- | ----------------------------------------------------------- |
| コールドケース 迷宮事件簿 シーズン1 （月1回は月刊MelodiX!）         | NCIS 〜ネイビー犯罪捜査班 シーズン1 （月1回は月刊MelodiX!）                | コールドケース 迷宮事件簿 シーズン2 （月1回は月刊MelodiX!） |
| ランチチャンネル（月 - 木曜）                                       |                                                                            |                                                             |
| NCIS:LA 〜極秘潜入捜査班 シーズン2                                  | NCIS 〜ネイビー犯罪捜査班 シーズン2                                        | CSI:マイアミ シーズン10                                     |
| CSI:科学捜査班 シーズン12                                           | NCIS 〜ネイビー犯罪捜査班 シーズン3                                        | WHITE COLLAR 天才詐欺師は捜査官 シーズン1〜3                |
| S・セガール劇場                                                     | NCIS 〜ネイビー犯罪捜査班 シーズン4                                        | CSI:ニューヨーク シーズン9 （月 - 金曜）                    |
| ランチチャンネル（月 - 金曜）                                       |                                                                            |                                                             |
| NUMBERS/ナンバーズ 天才数学者の事件ファイル シーズン3               | NCIS 〜ネイビー犯罪捜査班 シーズン5                                        | Hawaii Five-0 シーズン6                                     |
| Hawaii Five-0 シーズン6                                             | NCIS 〜ネイビー犯罪捜査班 シーズン6                                        | NUMBERS/ナンバーズ 天才数学者の事件ファイル シーズン4       |
| 海外ドラマセレクション                                              |                                                                            |                                                             |
| 私はラブ・リーガル シーズン4 ※ここまで帯番組（平日12:40 - 13:35）枠 | NCIS 〜ネイビー犯罪捜査班 シーズン7 ※ここから水曜（火曜深夜）3:25 - 4:18枠 | 廃枠                                                        |

## 日本語版DVDリリース
- 「NCIS ネイビー犯罪捜査班 シーズン1 コンプリートBOX」 2009年12月18日発売
- 「NCIS ネイビー犯罪捜査班 シーズン2 コンプリートBOX」 2010年4月9日発売

## スピンオフ
2009年9月22日より、スピンオフ作品『NCIS:LA 〜極秘潜入捜査班』のシーズン1の放送がアメリカで開始された。本放送に先駆け、『NCIS』シーズン6の第22話と第23話（2009年4月28日と同5月5日放送）でパイロット版が放送された。
2014年9月23日より、スピンオフ作品『NCIS: ニューオーリンズ』シーズン1の放送がアメリカで開始された。本放送に先駆けて、『NCIS』シーズン11の第18話と第19話（2014年3月25日と同年4月1日放送）でパイロット版が放送された。
2021年にニューオーリンズの終了が発表され、それに合わせて新たにハワイを舞台としたスピンオフ『NCIS: ハワイ』の制作が予告され、2021年9月20日からアメリカで放送開始された。
2023年11月10日より、スピンオフ作品『NCIS: シドニー』シーズン1の放送がオーストラリア、ニュージーランド、イギリスで開始された。

## ゲーム
- NCIS:The Game (PC/Xbox 360/PS3/Wii/3DS)
- NCIS:Hidden Crimes (iOS/Android)

## トリビア
- 本物のNCISが制作に協力しており、現役捜査官が脚本家にアドバイスを行っている。
- 初代ヒロインを演じたサッシャ・アレクサンダーは、あまりのスケジュールの過酷さから、2シーズンで降板を直訴した。もっとも、降板が殉職になるとは思わなかったと後に回顧している。アレクサンダーは降板後、『リゾーリ&アイルズ ヒロインたちの捜査線』で主役を担当した。
- 主演のマーク・ハーモンは製作に協力しているNCIS捜査官からまるで本物の捜査官のようだと高い評価を得ている。その評価を証明するエピソードとして以下のような出来事があった。シーズン1の撮影中、NCISロサンゼルス支局に海軍本部から審査官が来る事となった。この際、ハーモンはイタズラを思いついたリチャード・W・ワーマック特別捜査官の依頼でNCISロサンゼルス支局に赴き、NCIS捜査官のフリをして審査官に支局の運営管理報告を行ったところ、審査官はハーモンを本物のNCIS捜査官だと信じて疑わなかったという[24]。
- イスラエル人のジヴァを演じるコート・デ・パブロはチリ出身であり、ヘブライ語は全く話せない。またシーズン6第1話でジヴァが歌手に扮して歌う場面があるが、これは彼女自身が歌っている。
- ある時、コート・デ・パブロにドクターストップがかかり当局に連絡したものの、車で強引にスタジオに連行され、ハーモンから「病気かどうかは我々が判断する」と言い放たれたという[25]。
- 総合プロデューサーのベリサリオはマクギー役のショーン・マーレイの母親と再婚しており、ショーンは義理の息子である。
- マクギーの妹のサラを演じるトローヤン・ベリサリオ、アビーの助手のチップを演じるマイケル・ベリサリオはプロデューサの実子。
- 第1話はベリサリオが自ら監督を務めた。
- 初期設定ではFBIのフォーネルとNCISの面々はシーズン1の第1話で初対面という設定であったが、後に元々面識があったという設定に変更された。
- 若い頃のギブスを演じているのは、マーク・ハーモンの実子ショーン・ハーモン。
- トニーの父親役としてハリウッドの大御所俳優であるロバート・ワグナーを起用し大きな話題となったが、トニー役のマイケル・ウェザリーは2004年のテレビ映画"The Mystery of Natalie Wood"(ナタリー・ウッドの謎）で、ウッドの夫であったワグナーを演じたことがある。
- 映画オタクのトニーが『ターミネーター2』のT-1000をネタにしたことがあるが、演者のロバート・パトリックは当番組にゲスト出演している（S7E6）。
- オープニングテーマはニューメリックラボ[26]というグループによる作品である。
- 2012年10月1日、シーズン10で10周年を迎えるこの番組の主演として、ハリウッド・ウォーク・オブ・フェームにマーク・ハーモンの星形プレートが埋め込まれた[27]。当日のセレモニーにはハーモンを始め、マイケル・ウェザリー、ショーン・マーレイ、コート・デ・パブロ、ポーリー・ペレット、デヴィッド・マッカラム、ロッキー・キャロル、ブライアン・ディーツェンらのメインキャストが勢揃いした。
- スピンオフ作品『NCIS:ニューオーリンズ』は同じ曜日に放送されている[28]。さらに、トニー役のマイケル・ウェザリーが番組降板後に立ち上げた『BULL / ブル 法廷を操る男』は両番組の間に放送されている。
- ハーモンは契約が切れるシーズン18での降板を決めており、シーズン最終回で死亡（殉職）する案も検討されていた[29]。しかし、その場合番組自体の更新がキャンセルされる可能性があったために契約を更新したとのことである[30]。実際、シーズン19は降板後も最終回まで出演者としてクレジットされた[31]。ハーモンは降板後もプロデューサーとしての契約は継続している。なお、こうした経緯によりハーモンの妻であるパム・ドーバーがシーズン18および19のハーモン降板まで複数回にわたってゲスト出演している。